# Emblèmes moraux
Vous lisez un « bon article » labellisé en 2015.
Emblèmes moraux (Moral Emblems) est un recueil de poèmes de Robert Louis Stevenson illustré par l'auteur. Il se composait initialement de deux petites plaquettes de poésies et de gravures, toutes deux publiées à quelques dizaines d'exemplaires à Davos en 1882. Stevenson en est à la fois l'auteur, l'illustrateur, le graveur et, en association avec son beau-fils Lloyd Osbourne, alors âgé de treize ans, l'éditeur. Le titre d'Emblèmes moraux a été repris pour une édition collective posthume, publiée en 1921, rassemblant plusieurs plaquettes de Stevenson, pour la plupart illustrées par lui et initialement imprimées à Davos, entre 1881 et 1882, par Lloyd Osbourne. Les éditions originales des Emblèmes moraux, très rares, sont recherchées et appréciées tant pour leurs qualités graphiques et littéraires que pour leur dimension ludique.

## Contexte

### L'éditeur

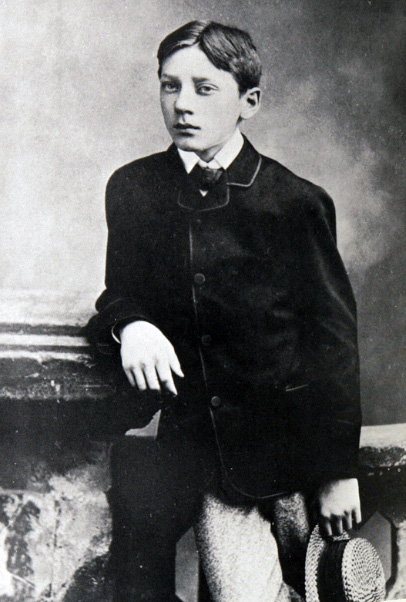
Lloyd Osbourne, l'éditeur, en 1880.

Samuel Lloyd Osbourne, né à San Francisco en 1868, est le deuxième enfant de Samuel Osbourne, un militaire américain et de son épouse, Fanny, née en 1840. Samuel Osbourne étant « coureur de jupons », Fanny le quitte en 1875 et part pour l'Europe avec ses trois enfants, « en partie pour s'abstraire autant que possible de pénibles associations et en partie pour donner à sa fille l'avantage d'une éducation dans des écoles d'art étrangères ».
Après un passage par Anvers, ils séjournent à Paris, où Fanny et Isobel suivent les cours de l'Académie Julian. En avril 1876, Hervey, le jeune frère de Lloyd, meurt à Paris d'une maladie identifiée comme étant probablement une forme de tuberculose. Avertie que la santé de Lloyd est également en danger, Fanny décide de soustraire ses deux enfants survivants à la vie citadine en les emmenant à Grez-sur-Loing, un village du Gâtinais alors fréquenté par de nombreux peintres. C'est là qu'ils font la connaissance de Stevenson. Lloyd a huit ans et Robert-Louis, vingt-six.

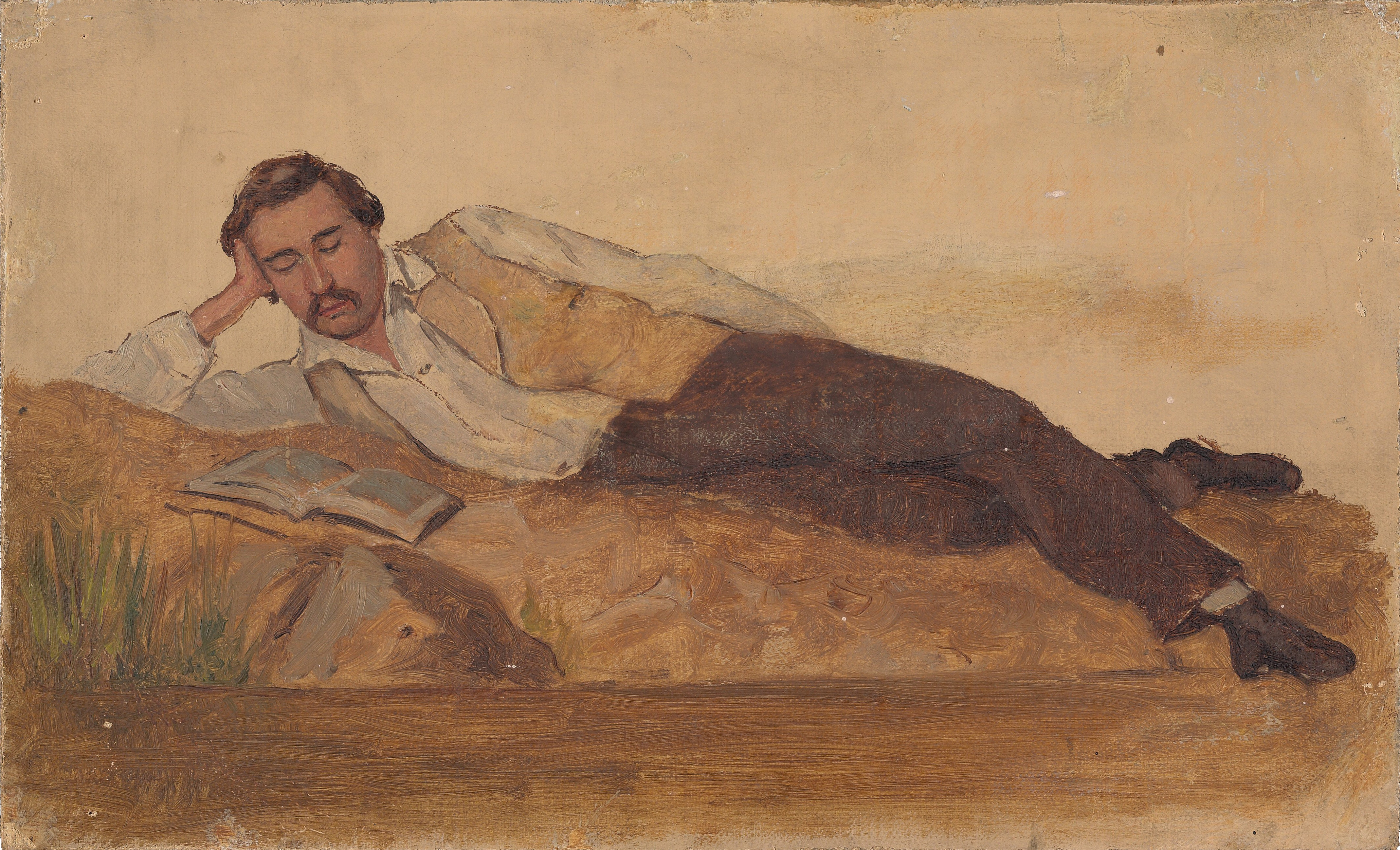
Portrait de Robert Louis Stevenson par Fanny Osbourne, 1876.

Si le coup de foudre de Robert Louis pour Fanny,, durant l'été 1876, à travers la fenêtre ouverte de l'hôtel de Grez-sur-Loing, n'est peut-être qu'une légende familiale « absurde », le jeune Lloyd tombe, lui, sous le charme : 

« J'étais très flatté d'être autant pris au sérieux — R. L. S. faisait toujours aux enfants le compliment d'être sérieux, aussi malicieuse que fût la lueur qui brillait dans ses yeux bruns brillants — et je lui donnai instantanément une haute place dans mon estime. »

 L'affection de l'enfant pour celui qu'il surnomme « Luly » se développe parallèlement aux sentiments de sa mère : 

« Je développais un amour pour Luly Stevenson, comme je le surnommais ; il avait pris l'habitude de me lire Le Voyage du pèlerin et les Contes d'un grand-père, ainsi que de me raconter des histoires « sorties de son cerveau » ; il me donnait un sentiment de protection et de chaleur et, bien que je fus beaucoup trop timide pour jamais le dire à voix haute, il me paraissait ressembler tant à Grand-Cœur, le personnage du livre [de Bunyan], que ce devint son nom secret pour moi. »

En janvier 1880, Samuel et Fanny Osbourne divorcent ; en mai 1880, Fanny épouse Robert-Louis Stevenson à San Francisco. Lloyd les accompagne dans leur voyage de noces, à Calistoga puis à Silverado, durant lequel Stevenson fait quelques tentatives « peu enthousiastes et futiles » de lui enseigner la géométrie et le latin. En revanche, comme le notera Lloyd Osbourne en 1922 dans son introduction à L'Île au trésor, « ce qui m'intriguait par-dessus tout, c'est qu'il était aussi féru que moi de Mayne Reid, Fenimore Cooper, Jules Verne et Marryat [...] Ce beau-père idolâtré était le plus merveilleux, le plus stimulant des compagnons de jeu ».

### L'auteur et illustrateur

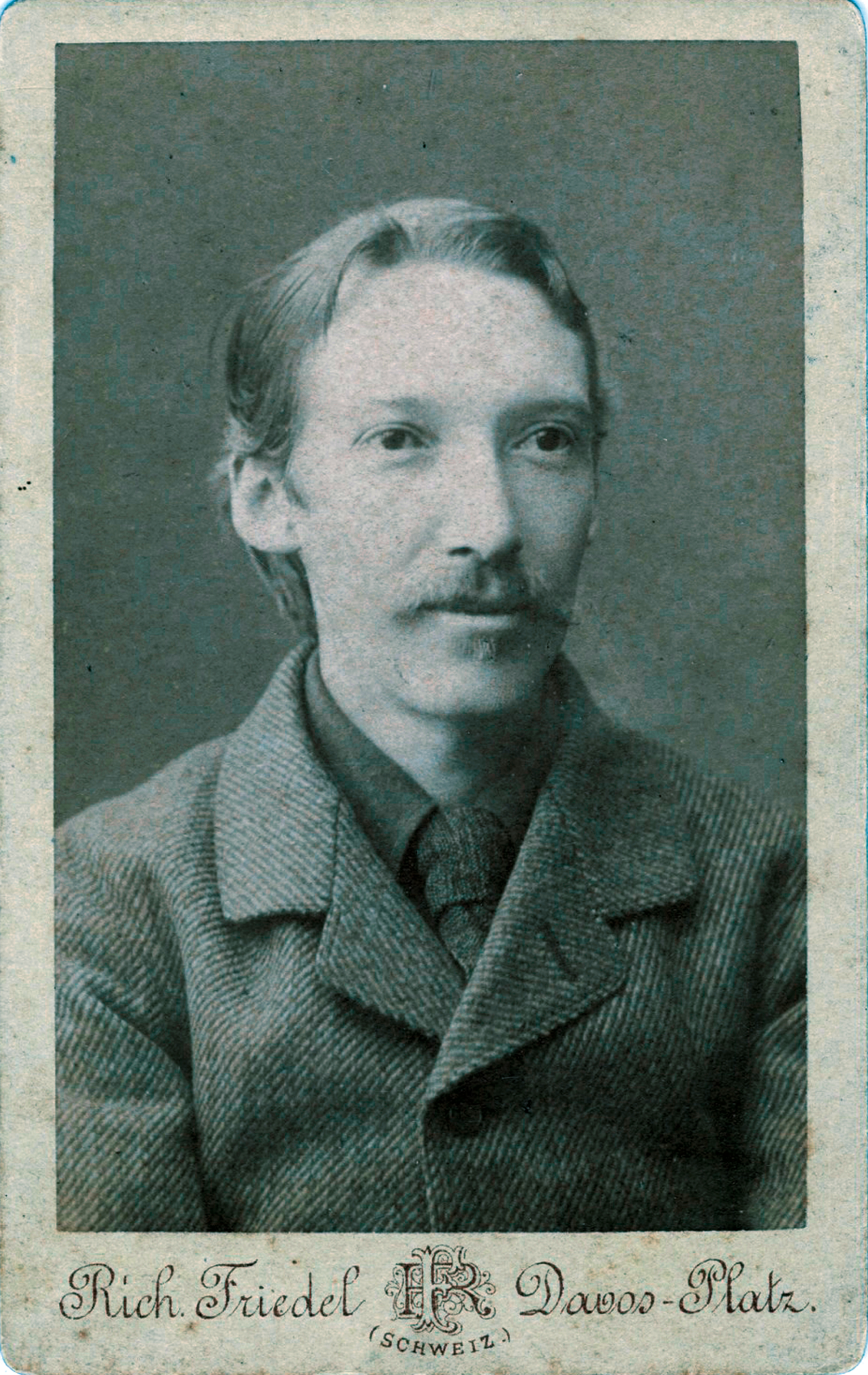
Stevenson en 1882 à Davos.

Lorsque Stevenson se rend à Davos avec Fanny et Lloyd, durant l'hiver 1880-1881, il n'a encore publié aucun roman et n'a connu aucun succès littéraire. Il a publié en 1878 Croisière à l'intérieur des terres, en 1879 Voyage avec un âne dans les Cévennes. La publication partielle — sous le pseudonyme de « Captain George North » — de L'Île au trésor dans la revue pour la jeunesse, Young Folks, entre octobre 1881 et janvier 1882, est contemporaine du second séjour à Davos, et la réalisation des Emblèmes moraux, de sa réécriture en vue d'une publication sous la forme d'un livre, dont Stevenson souhaite qu'il soit illustré.

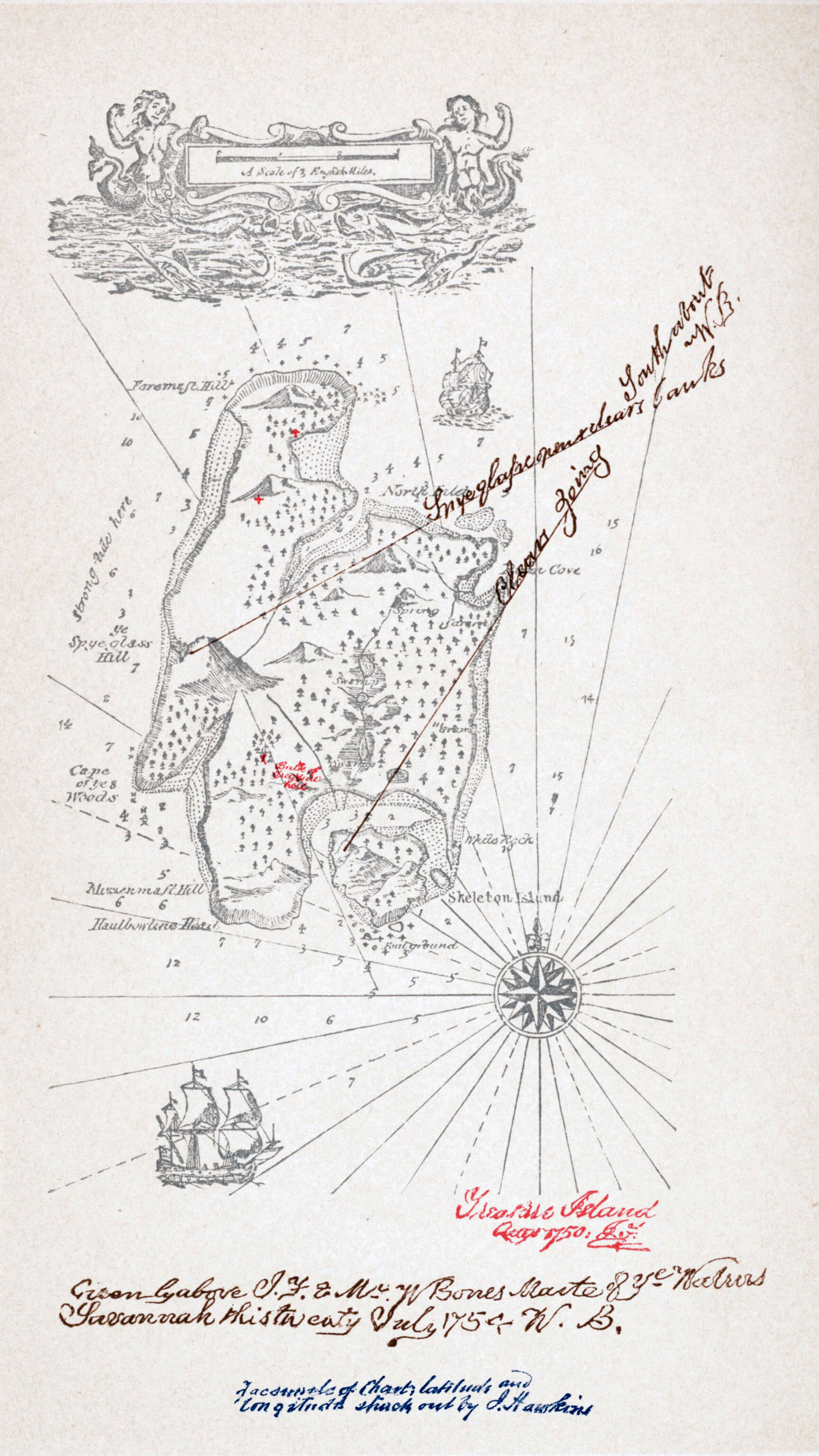
La carte dessinée par Stevenson de L'Île au trésor.

Les expériences d'illustration de Stevenson dans les Emblèmes Moraux interviennent dans le contexte d'un intérêt particulier de l'auteur pour le rapport entre l'image et le texte, « les arts visuels venant à influencer sa production littéraire », que caractérisent plusieurs aspects :
Durant un séjour à Braemar en 1881, Stevenson dessine la carte qui est à l'origine de son premier roman publié, L'Île au trésor,. La seconde version de cette carte, exécutée de mémoire après la perte de l'original, est une composante importante du livre, « elle fait partie de la narration (littéralement, — elle est la source et la clé de l'intrigue) [...] elle donne un cadre à la production et à la réception de la narration ».
Cette dévolution d'un rôle central à l'image est concomitante de l'essor en Grande-Bretagne d'une forme nouvelle de littérature pour la jeunesse, les albums, illustrés en chromoxylographie (en). Ils sont caractérisés par une nouvelle « distribution de l'information narrative entre le texte et l'image »,. Stevenson, qui suit attentivement ces développements, cherche à collaborer avec les plus célèbres illustrateurs de ces albums, Walter Crane, qui exécute les frontispices de Croisière à l'intérieur des terres et du Voyage avec un âne dans les Cévennes, ainsi que Randolph Caldecott, que Stevenson sollicite en vain pour illustrer un prochain ouvrage.

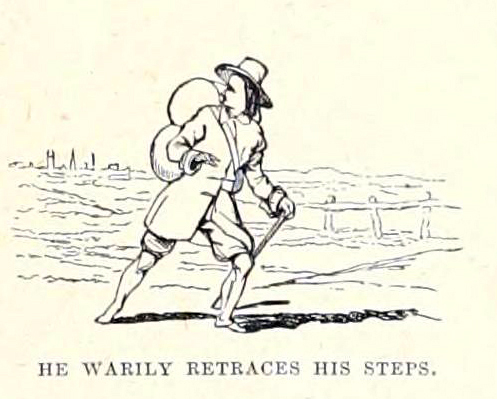
Une des illustrations anonymes du Voyage du pèlerin commentées par Stevenson dans son article du Magazine of Art.

Stevenson, dans sa correspondance privée de l'époque, déplore le manque d'illustrations de la version de L'Île au trésor publiée en feuilleton dans le magazine, Young Folks, qui au demeurant n'attire « pas la moindre attention »,. Il aspire à une édition illustrée que publierait Routledge, l'éditeur de Crane et de Caldecott, qui s'est spécialisé dans les albums illustrés pour la jeunesse,.
En 1882, Stevenson publie dans le Magazine of Art (en), dont son ami William Ernest Henley est depuis quelques mois le rédacteur en chef, deux articles sur les rapports qu'entretiennent le texte et l'illustration. Le premier d'entre eux traite des illustrations anonymes d'une édition de 1845 du Voyage du pèlerin, qui suivent le texte de Bunyan d'une manière « littérale jusqu'au bord de la folie » et partagent avec celui-ci le même « mépris du style », la même clarté et la même « simplicité presque comique ». Le second article porte sur deux variantes illustrées de l'histoire des 47 rōnin. Stevenson, qui partage avec William Crane un goût pour la vision synthétique du réel dans l'estampe japonaise,, y relève notamment la manière dont l'illustrateur recherche « le maximum d'effet avec le minimum de détail ».

### La presse

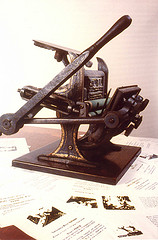
La presse de Lloyd Osbourne., Édimbourg.

En 1880, peu avant son douzième anniversaire, Lloyd Osbourne — qu'on appelle encore Sam, comme son père — reçoit en cadeau une petite presse à bras. Si la tradition familiale attribue ce cadeau à Stevenson, on ne sait pas avec certitude si ce cadeau fort apprécié provient effectivement de Robert Louis, qui aurait voulu accueillir ainsi l'enfant dans sa future famille, mais qui à l'époque était très désargenté, ou de Sam Osbourne, le père de Lloyd, sur le point de perdre, dans le cadre du divorce en cours, un fils auquel il est très attaché.

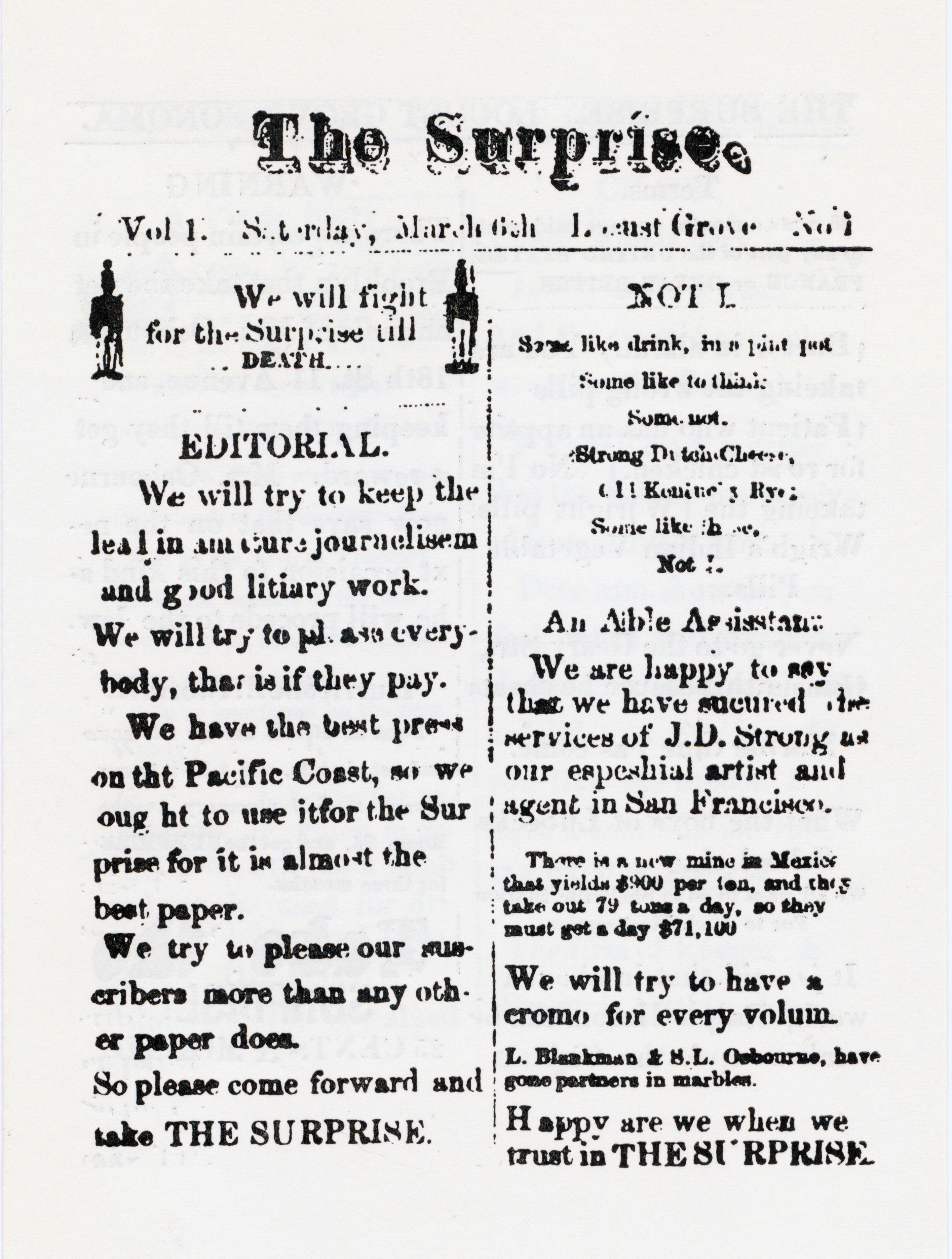
Premier numéro de The Surprise (1880).

De petites presses de ce genre était alors très répandues auprès du jeune public américain. Selon un article publié par The Young Californian en 1872, San Francisco peut alors « se vanter d'avoir sept journaux amateurs ; cinq d'entre eux ont huit pages et les deux autres, quatre ». La vogue de ces machines prend son essor aux États-Unis à partir de 1872, avec la mise sur le marché américain, par William Kelsey, de l'Excelsior, une presse de table à levier permettant des travaux de petit format et visant la clientèle de « l'amateur et préférablement [du] jeune amateur », rapidement imitée par plus d'une vingtaine de fabricants américains et anglais.
Dans un article publié en 1932 dans le Scotsman, W. Dods Hogg précise que la presse de Lloyd Osbourne n'est pas à proprement parler un jouet : « elle est trop solidement construite pour n'avoir été conçue que comme un jouet d'enfant [...] Entre des mains habiles, elle peut produire des résultats dont il n'y a pas à avoir honte », avec toutefois la limitation d'un format maximum de 10 × 15 cm.
Selon Victoria Ford Smith, si ce genre de presse n'était pas à proprement parler un jouet, elle faisait souvent partie soit d'une « relation père-fils, censée renforcer les liens affectifs familiaux ou [...] démontrer une autorité paternelle », soit d'un apprentissage du travail collaboratif au sein de projets de journaux amateurs.
Ne dérogeant pas à l'usage de l'époque, le jeune Osbourne entreprend, lui aussi, de publier un journal, The Surprise. Il est alors pensionnaire à Locust Grove School, une école située près de Sonoma. Après une brève tentative de publication quotidienne, sous le titre de Daily Surprise, l'éditeur opte pour une périodicité bimensuelle.
Dans le premier numéro de la nouvelle formule, publié le 6 mars 1880, il annonce s'être « assaré » (sucured) la collaboration d'un artiste « spéshial » (espeshial), son beau-frère Joseph Dwight Strong (en), et publie anonymement, en s'écartant parfois de la ponctuation du manuscrit, la première strophe de Pas Moi !, un poème de son futur beau-père. Pour ce dernier, Stevenson propose dans un courrier à l'éditeur, à titre de rétribution, un « abattement de 68,005 pour cent » sur son tarif « usuel » d'un demi-beignet par colonne.

## Premières publications à Davos

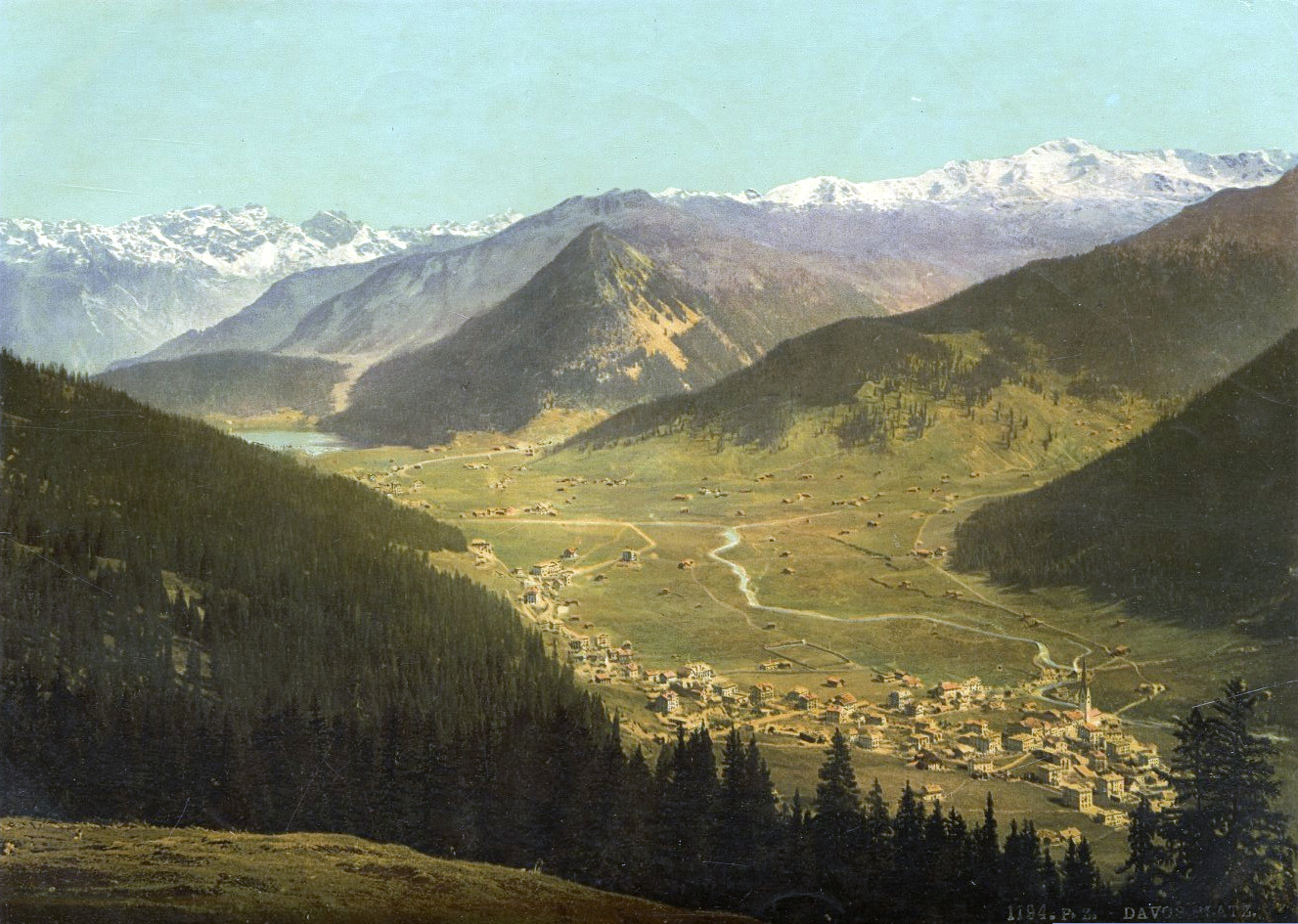
Photochrome de Davos en 1880.

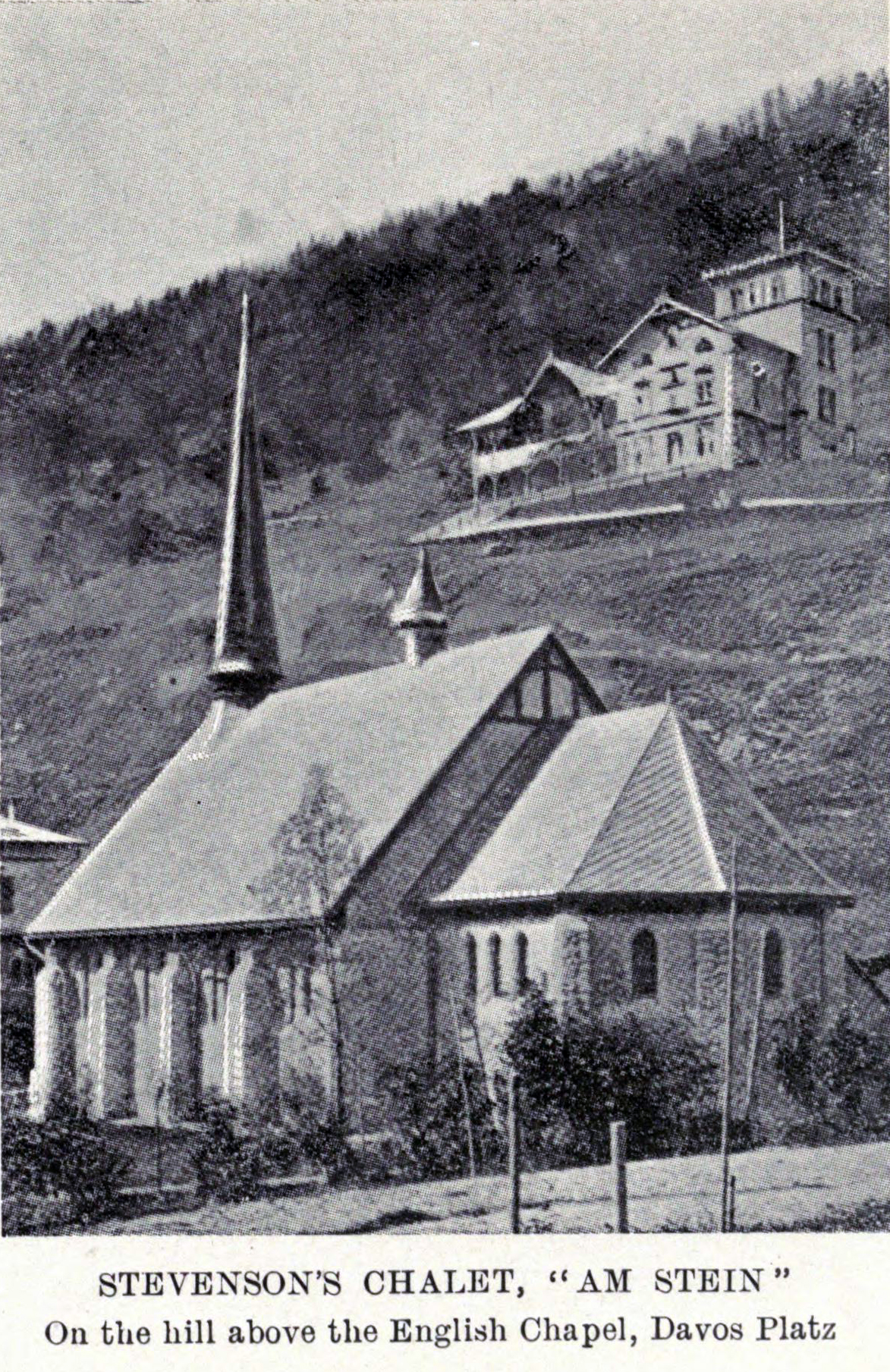
Le chalet Am Stein, à Davos, derrière la chapelle anglaise.

Durant l'été 1880, accompagné de Fanny et de Lloyd, Stevenson rentre en Écosse. Un diagnostic de tuberculose ayant été porté, les médecins lui recommandent la « nouvelle cure alpine » et l'adressent au docteur Karl Rüedi, dont la notoriété est alors importante en Grande-Bretagne et qui est devenu le médecin attitré de la colonie anglaise de Davos. Robert Louis, son épouse et son beau-fils arrivent à Davos en novembre 1880 et s'installent à l'hôtel Belvedere.

Stevenson écrit très peu durant cet hiver « tout à fait ennuyeux et non rentable »,. En revanche, il s'absorbe dans un kriegsspiel mettant en jeu des centaines de soldats de plomb, avec des règles de plus en plus complexes, qu'il entreprend avec Lloyd. En novembre 1880, ce dernier imprime au recto d'un feuillet,, en 24 exemplaires, l'Élégie martiale pour quelques soldats de plomb, vendue au prix d'un penny aux curistes,.
Pendant l'été 1881, retour en Écosse. Lloyd visite l'imprimeur R. & R. Clark, qui imprimera par la suite plusieurs ouvrages de Stevenson et améliore ses connaissances techniques,.

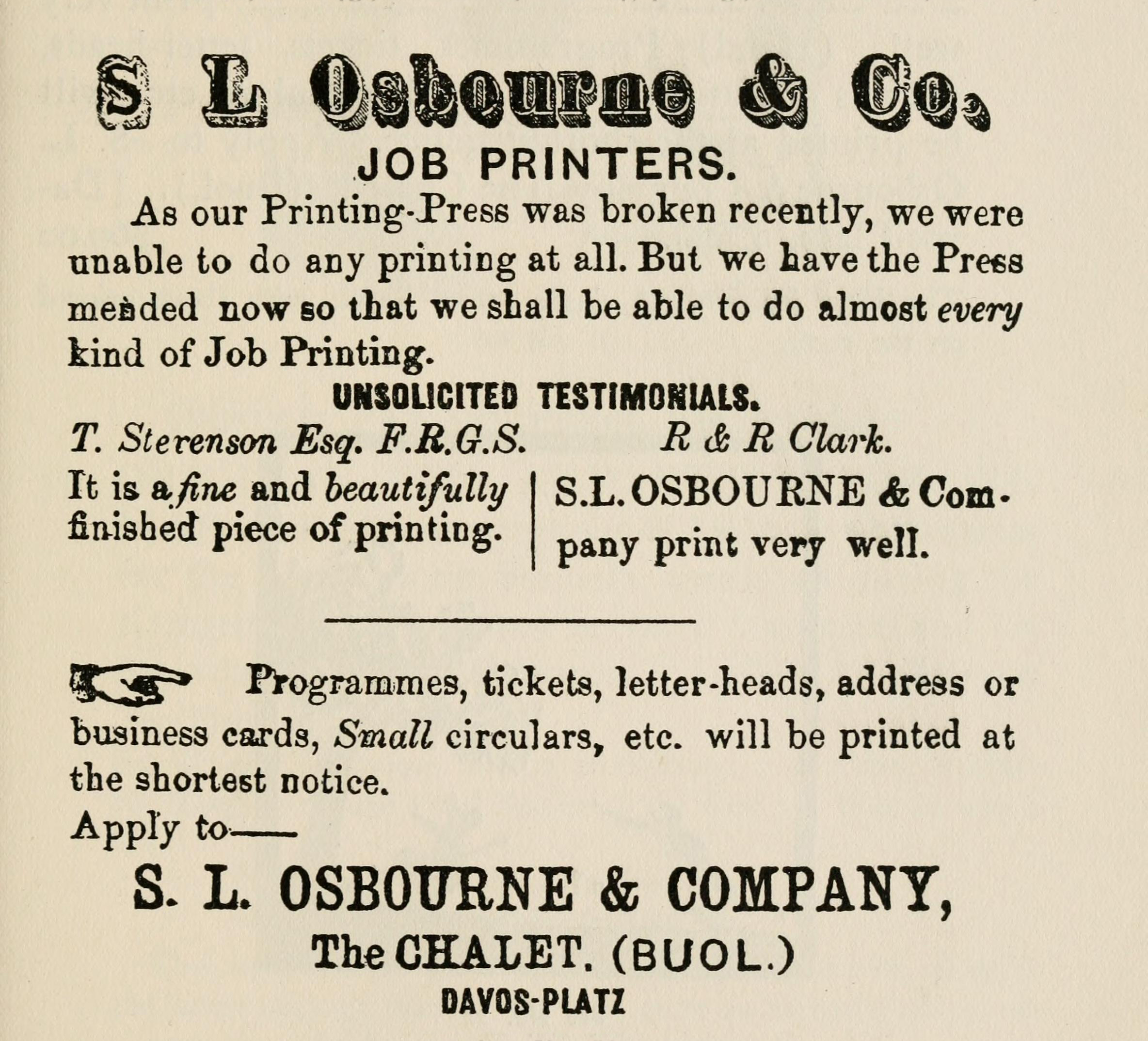
Publicité d'Osbourne & Co (vers 1881-1882).

En novembre 1881, Robert Louis, Fanny et Lloyd retournent à Davos. Ils louent cette fois le chalet Am Stein, doté d'un vaste grenier où le kriegspiel peut s'étaler. Cet hiver est productif pour Stevenson : il termine L'Île au trésor, écrit Les Squatters de Silverado et Les Nouvelles Mille et Une Nuits, et esquisse Prince Othon,.
De son côté, Lloyd continue à exécuter de petits travaux d'imprimerie, cherchant ainsi, affirmera-t-il plus tard, à contribuer au financement d'un budget familial structurellement déséquilibré en partie à cause des frais de son éducation et en particulier des leçons d'allemand que lui donnait un « Prussien mourant », s'aidant « d'un couteau de poche qu'il lui plantait sous la gorge pour lui donner l'accent correct ».

### Le Canyon noir

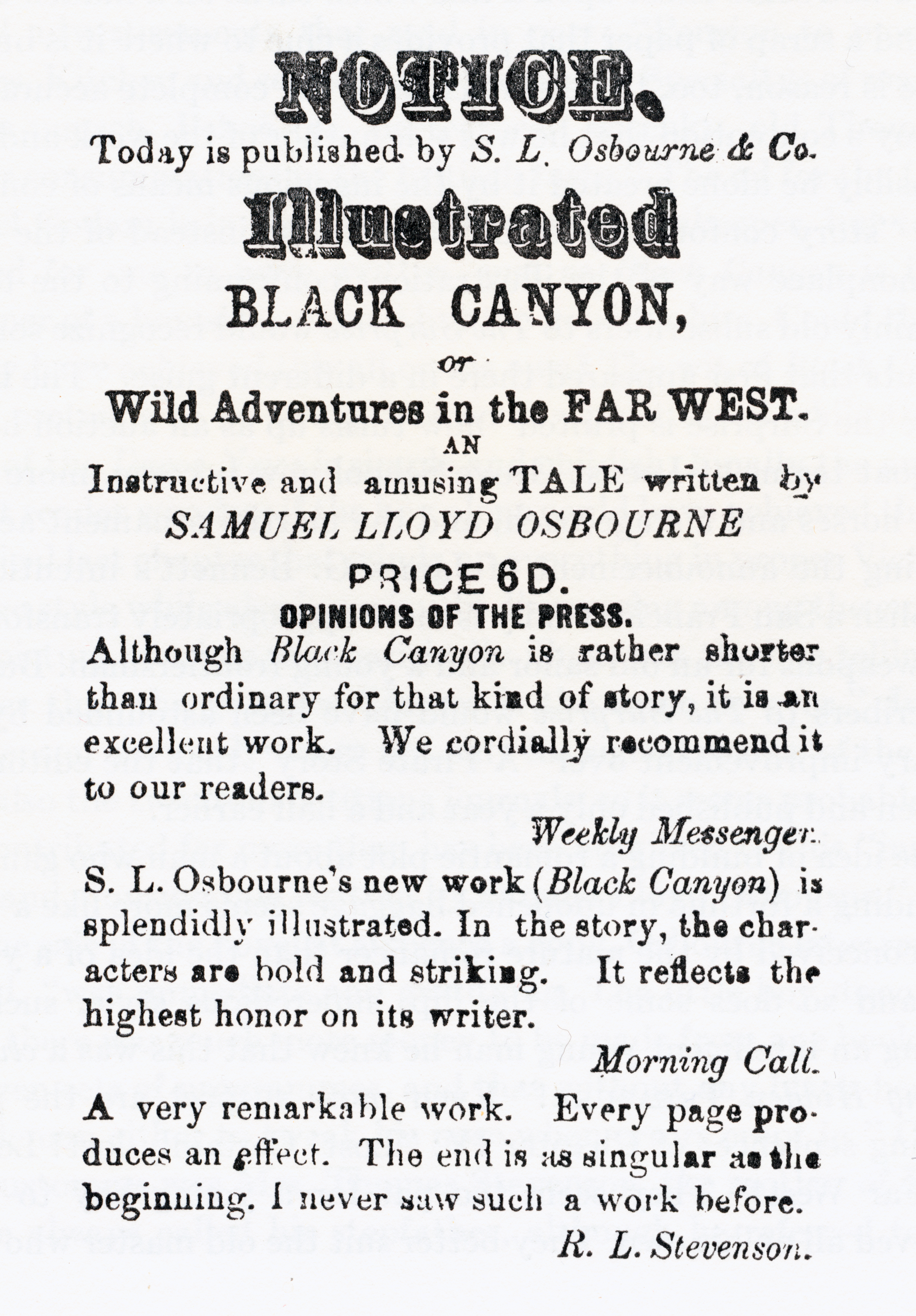
Publicité pour Le Canyon noir (1881).

Lloyd Osbourne publie en 1881 à Davos un court roman de huit pages cousues au format in-vingt-quatre (7,9 x 12,1 cm), intitulé Le Canyon noir (Black Canyon) et sous-titré Aventures sauvages au Far West : Une histoire instructive et amusante pour la jeunesse (Wild Adventures in the Far West : Tale of Instruction and Amusement for the Young), dont il se déclare l'auteur et qu'il met en vente au prix de 6 pence.
Une publicité, qu'il imprime pour l'ouvrage, fait état des commentaires élogieux de journalistes imaginaires, ainsi que de celui de Stevenson lui-même : « Une œuvre très remarquable. Chaque page produit un effet. La fin est aussi singulière que le début. Je n'ai jamais vu rien de tel ».
Dans une lettre du 16 mars 1882 à laquelle il joint la publicité ci-dessus, Stevenson décrit ainsi l'ouvrage : « L'œuvre en question est une vaste rigolade, mais l'attitude de l'auteur est encore plus drôle. Il n'y a pas une péripétie qui tienne avec une autre du début à la fin ; mais à chaque fois que je découvre une nouvelle incohérence, Sam est le premier à rire avec une sorte de fierté humoristique de la stupidité de la chose »,.

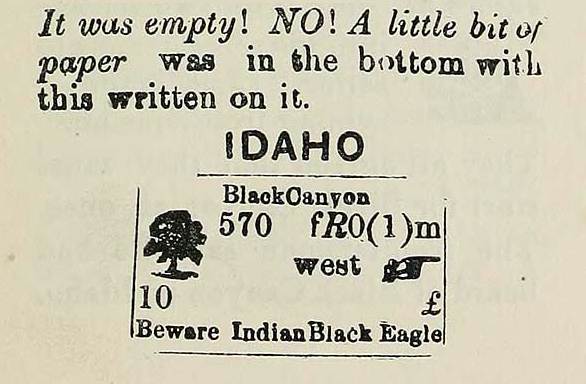
Le message secret menant au trésor dans Le Canyon noir.

Bien que Lloyd Osbourne ait ultérieurement revendiqué être l'auteur du Canyon noir, affirmant que « tant l'orthographe que le sujet étaient entièrement originaux », James Hart met en doute cette affirmation ; il note que l'orthographe n'en est pas déficiente et que le texte est nettement différent des œuvres précédentes du jeune Lloyd. Il en rapproche l'argument de The Squaw Men ; or the Wild West, un projet de western entrepris par Stevenson « pour l'amusement du jeune Lloyd à Davos », puis abandonné. Hart remarque que l'intrigue, comme celle de L'Île au trésor, se fonde sur la recherche d'un trésor caché et l'indice qu'en donne un morceau de papier ; et que le procédé selon lequel « c'est l'histoire qui se conforme aux illustrations et non, comme c'est l'usage commun, les illustrations qui se conforment au texte » doit plutôt être attribué à Stevenson.
Quoi qu'il en soit, « la vente est immédiate et gratifiante. Le petit garçon découvrit qu'il y avait beaucoup plus d'argent à gagner avec l'impression d'un livre qu'avec celle d'une douzaine de programmes ».

### Pas Moi! et autres poèmes

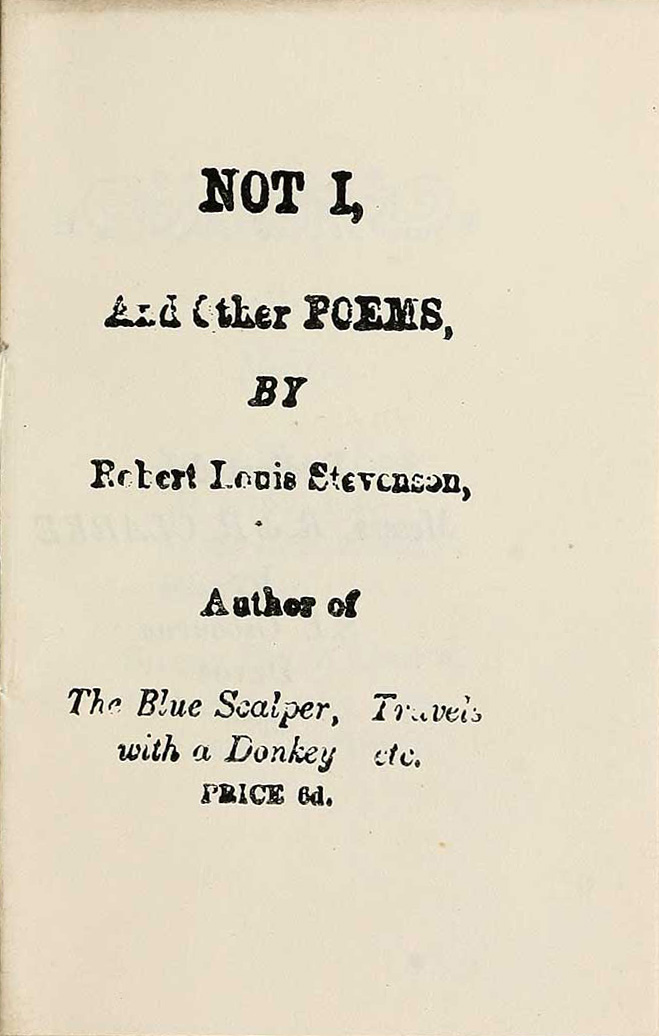
Page de titre de Pas Moi ! et autres poèmes (1882).

La publication suivante de Lloyd Osbourne s'intitule Pas Moi ! et autres poèmes. C'est à nouveau un cahier de 8 pages cousu au format in-vingt-quatre (7,6 x 11,7 cm),. Le prix est de six pence et le tirage, de 50 exemplaires. Le verso de la page de titre porte une dédicace à Messrs. R. & R. Clarke, l'imprimeur de Stevenson que Lloyd a visité durant l'été 1881,. Le colophon précise que l'ouvrage a été « commencé en fév. et fini en oct. 1881 ». James Hart date la publication du 24 octobre 1881.
L'ouvrage se compose de Pas Moi !, complété d'une strophe par rapport à la version de 1880 (mais il en manque toujours une) et de trois autres poèmes inédits, évoquant les conditions de production de la publication. Il se caractérise, selon James Hart, par un design plus « propre » et plus de « retenue » que les précédentes productions de l'éditeur : l'impression, notamment celle des ornements, est plus soignée, il y a peu d'erreurs typographiques et presque toutes les lettres sont lisibles.
Lloyd Osbourne, dans sa préface à l'édition de 1921, ne mentionne pas que le manuscrit de Pas Moi ! lui a été proposé par Stevenson non pas en 1881 à Davos, mais un an plus tôt en Californie. En revanche, il se souvient que la publication à Davos fut un succès et l'intégralité du tirage de 50 exemplaires, épuisée.

## Publication desEmblèmes morauxà Davos
Les Emblèmes moraux sont la publication suivante, en deux séries, d'Osbourne & Co, dont Stevenson grave aussi les illustrations.

### Première série

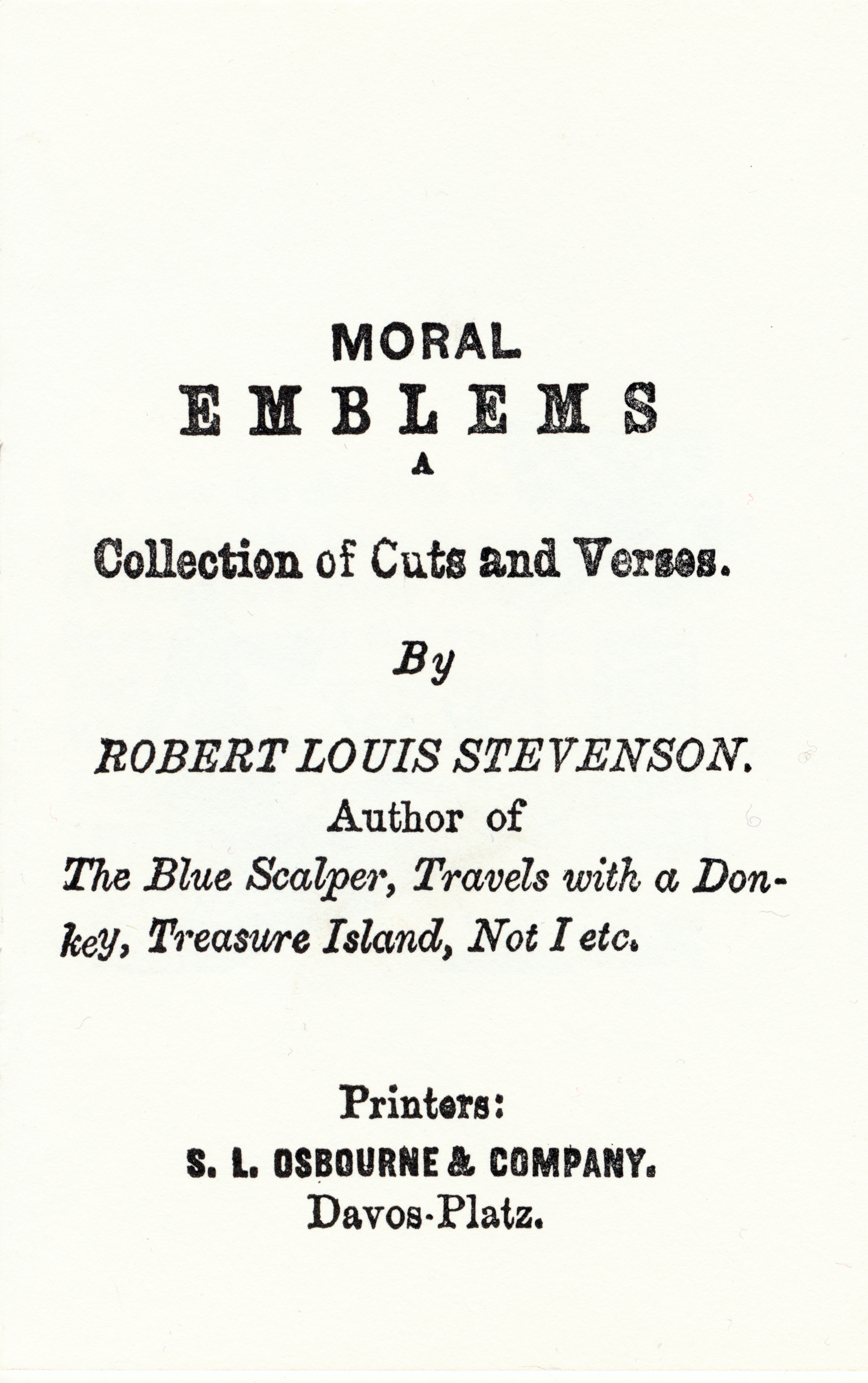
Page de titre de la première série des Emblèmes moraux (Davos, 1882).

La première série des Emblèmes moraux, sous-titrée Un recueil de gravures et de vers est publiée à Davos sans date, vraisemblablement au début de 1882.
L'ouvrage se présente sous forme d'un petit cahier cousu de douze pages au format in-vingt-quatre (8,3 x 12,7 cm) tiré à 90 exemplaires et vendu à six pence,. Il contient cinq poèmes et cing « gravures sur bois grossières » selon la description d'Herbert Slater, réalisées par Stevenson lui-même.
En février 1882, Stevenson adresse à ses parents « deux gravures de [sa] propre main ; ce sont des emblèmes moraux ; l'un représente la colère, l'autre la fierté dédaignant la pauvreté. Ils paraîtront avec d'autres, accompagnés de vers, dans un nouvel ouvrage publié par S.L. Osbourne ». Il ajoute pour sa mère : « Je suis fou de gravure sur bois. Je suis fait pour la vie. J'ai enfin un amusement »,.

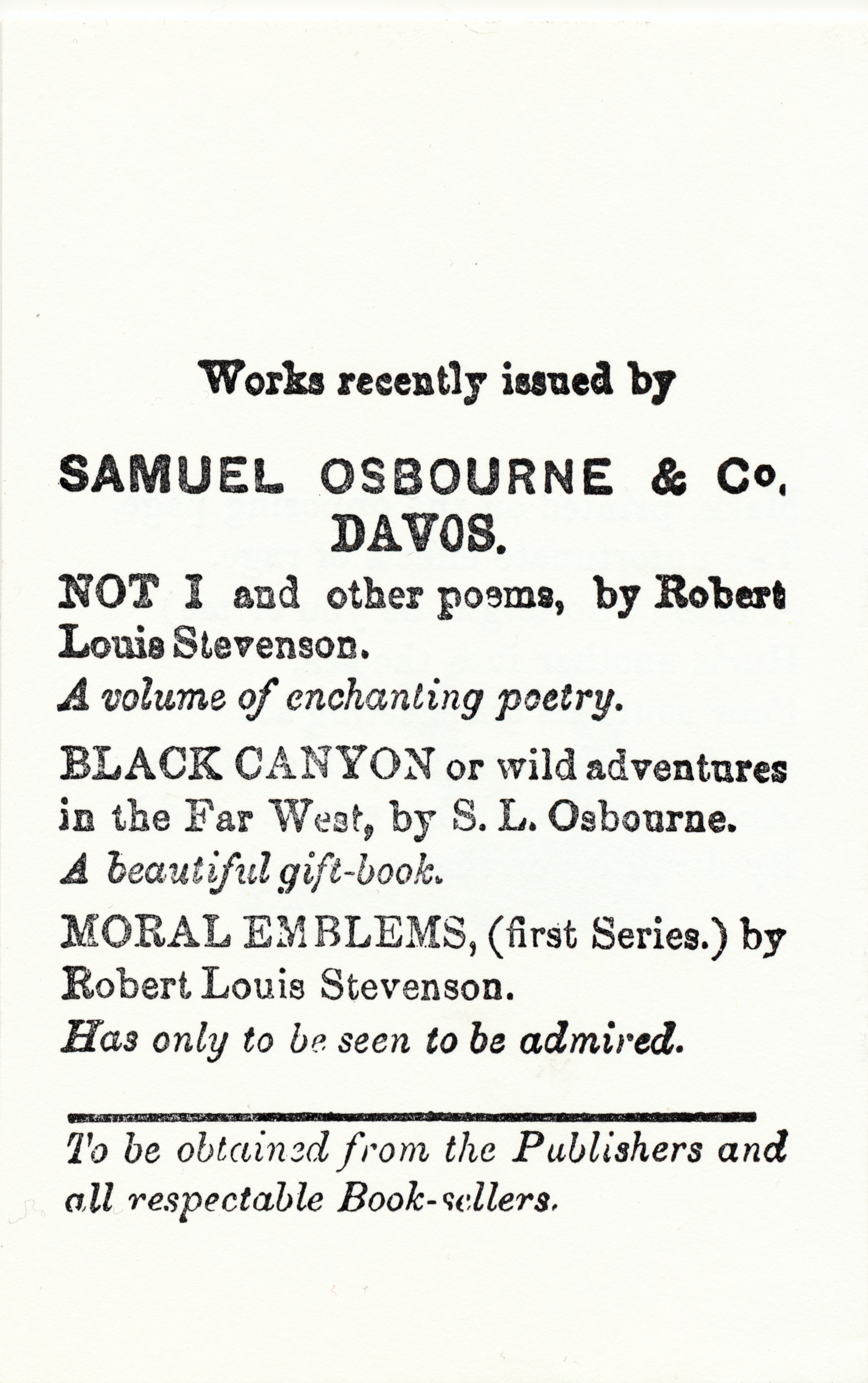
Dernière page publicitaire de la première série des Emblèmes moraux (Davos, 1882). Pas Moi ! y est un volume de poésie enchanteuse ; Le Canyon noir, un beau livre de cadeau ; et les Emblèmes n'ont qu'à être vus pour être admirés.

En mars 1882, il adresse à Edmund Gosse la publicité de l'ouvrage, qu'il décrit ainsi : 

« [J'envoie] aussi une publicité pour ma nouvelle activité de poète (de barde, plutôt) et d'hartis [artiste ?] sur bois. La gravure représente le Héros et l'Aigle, elle est emblématique de Cortez contemplant pour la première fois l'océan pacifique, ce qui (selon le barde Keats) se passa à Darien. La gravure est très admirée pour le sentiment de la découverte, les proportions viriles du voyageur et l'impression de qualité de scènes tropicales et du VIDE inconnu, si adéquatement rendus par l'hartis. »

 Et Stevenson ajoute : « J'ai reçu un penny par gravure et un demi-penny par ensemble de vers [...] et un seul exemplaire justificatif ».

Ces détails sont confirmés dans une lettre à William Ernest Henley du même mois : 

« À présent que j'illustre mes propres livres, je peux toujours t'offrir une place dans notre société — S. L. Osbourne and Co. Un auteur recevant un demi-penny par ensemble de vers et un artiste, un penny par gravure, peut-être un correcteur pourrait-il obtenir quelques livres par an,. »

En avril, il précise dans une lettre à Alexander Japp que l'éléphant est de Fanny et fait part à son cousin Bob de son enthousiasme pour sa nouvelle activité de graveur : 

« Je t'envoie tous mes travaux artistiques ; ce sont des gravures — je les grave avec un canif dans des panneaux de bois. Je suis un graveur sur bois. Je suiiiis un graveuuuuur sur boiiiis. Sam les imprime ensuite : ne sont-ils pas drôles ? Je les adore. Dans ma prochaine entreprise, j'imprimerai en couleurs ; ce sera très laborieux, 6 bois à graver pour chaque image, mais le résultat sera pyramidal. »

La première gravure achevée est celle qui illustre — ou qu'illustre — le poème Lecteur élève ton âme et vois. Stevenson grave d'abord un petit carré d'une feuille de bois avec un canif. La feuille de bois gravée est ensuite montée, pour essai, sur un bloc de bois, afin d'être mise au même niveau que les caractères. Après calage avec des feuilles de papier à cigarettes, le résultat est enthousiasmant : « Le petit garçon, enchanté au-delà de toute mesure, imprimait exemplaire après exemplaire pour le simple plaisir de voir l'encre humide reproduire magiquement le bloc ». La feuille de bois originale est ensuite reproduite sur un bloc pour impression, un travail dont se charge un « Suisse tuberculeux qui gagnait sa vie en sculptant des ours ».
Lloyd Osbourne, en 1921, qualifie rétrospectivement le succès de la publication de « sensationnel » : « De riches clients de l'hôtel Belvidere  [sic] achetèrent jusqu'à 3 exemplaires, des amis d'Angleterre écrivirent pour en avoir plus ».
| Titre original / traduit         | Illustration | Deux premiers vers                                                      | Traduction française                                                           | Dimensions   |
| -------------------------------- | --- | ----------------------------------------------------------------------- | ------------------------------------------------------------------------------ | ------------ |
|                                  | Xylographie. À droite, un homme tient un livre. À gauche, deux enfants, bras en l'air, se précipitent vers lui    | See how the children in the print Bound on the book to see what's in't! | Voyez comme les enfants sur l'image S'élancent avec joie pour voir le livre !  | 5,9 x 5,4 cm |
|                                  | Xylographie. À droite, un homme en chapeau, marchant de gauche à droite, à gauche, un mendiant assis              | Reader, your soul upraise to see, In yon fair cut designed by me,       | Lecteur élève ton âme et vois Dans la belle image que j'ai gravée,             | 5,6 x 5,4 cm |
| A Peak in Darien Un pic à Darien | Xylographie. Un homme sur une montagne, les bras levés. Dans le ciel, un aigle                                    | Broad-gazing in untrodden lands, See where adventurous Cortez stands;   | Embrassant du regard des terres inconnues, Considérez ici l'aventureux Cortez, | 5,8 x 5,4 cm |
|                                  | Xylographie. À droite un éléphant dont la trompe forme un nœud. À gauche un homme en chapeau. Au centre, un ibis. | See in the print how, moved by whim, Trumpeting Jumbo, great and grim,  | L'image montre, mu d'une lubie, Le trompettant Jumbo, fier et sauvage,         | 6,4 x 5,7 cm |
|                                  | Xylographie. À droite, un homme en frappe un autre, à gauche, qui tombe d'une falaise                             | Mark, printed on the opposite page, The unfortunate effects of rage.    | Considérez, sur la page opposée, Les effets malheureux de la colère.           | 4 × 4,3 cm   |

### Seconde série

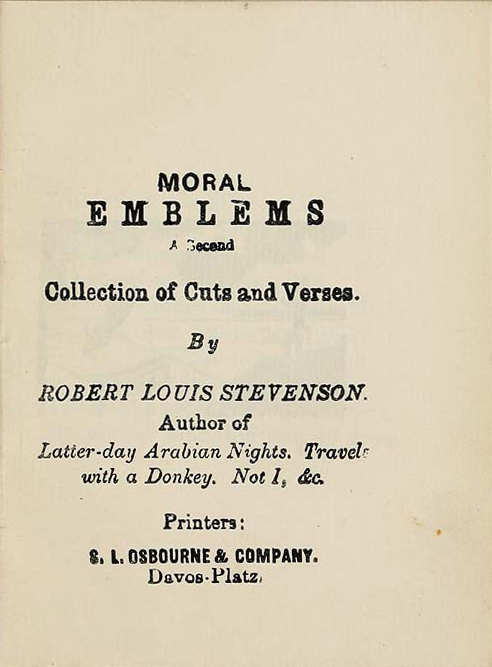
Page de titre de la seconde série des Emblèmes moraux (Davos, 1882).

Quelques semaines après la publication de la première série, une seconde est publiée. Le format de l'ouvrage est sensiblement le même que celui de la première série : un cahier cousu de douze pages non numérotées au format in-vingt-quatre (8,9 x 12,1 cm), rassemblant cinq gravures, sur les pages de gauche, et cinq poèmes sur les pages de droite, tiré également à 90 exemplaires,. Deux différences toutefois :

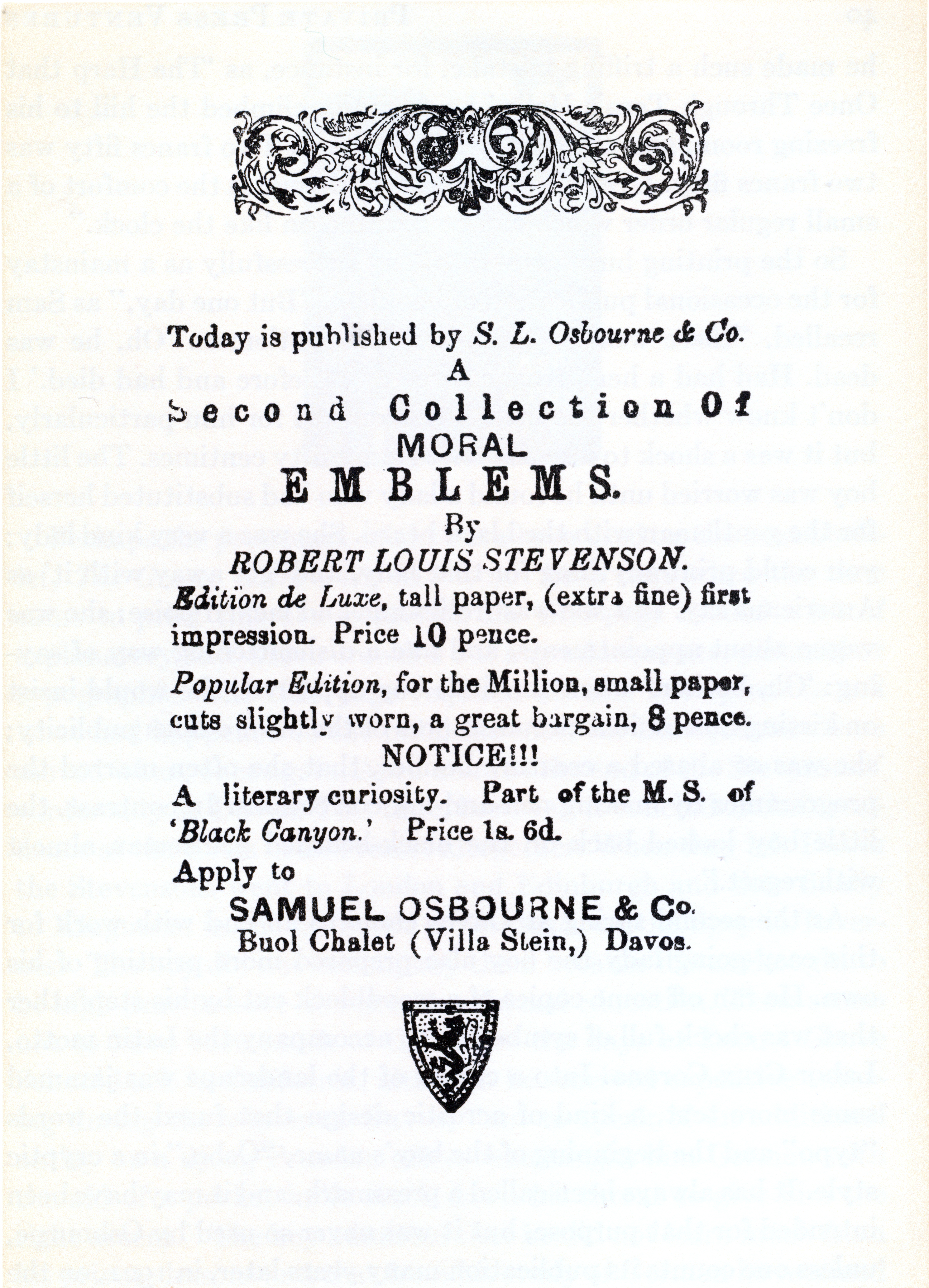
Publicité pour la seconde série des Emblèmes moraux (Davos, 1882).

- D'une part, sur la page de titre, dans la présentation des œuvres déjà publiées de Stevenson, outre les Voyages avec un âne et Pas Moi ! et autres poèmes, la mention du Scalpeur bleu — un ouvrage au demeurant inconnu des bibliographies de Stevenson[n. 15] — et de L'Île au trésor est remplacée par celle des Nouvelles Mille et Une Nuits, un recueil de nouvelles que Chatto & Windus publie en 1882.
- Bien que Lloyd Osbourne affirme ultérieurement que le prix de vente est resté inchangé à neuf pence[90], la plaquette est en fait publiée dans deux versions, une édition « de luxe, à papier haut, extra fine », vendue à 10 pence, et une édition « populaire pour le million [de lecteurs], à petit papier, gravures légèrement inégales », vendue à 8 pence.

La publicité reproduite ci-contre, ornée au bas des armes de l'Écosse et réputée publiée le même jour que cette seconde édition, permet de dater cette dernière : un exemplaire de la publicité en question a en effet été imprimé au verso d'un programme réalisé par Lloyd pour un concert donné le 4 avril 1882 à l'hôtel Belvedere, au cours duquel Mesdames Reed et Constance interprétaient des pièces de Haydn et qui se terminait par God Save the Queen.
Les cinq gravures sont toutes de Stevenson et d'une exécution plus élaborée que celles de la première série, Fanny ayant procuré à Robert Louis des blocs de bois de poirier, plus facile à graver, et des outils de gravure. Quelques tirages à part de certaines gravures subsistent, qui sont, selon Walter Hill, des épreuves.
Selon les souvenirs d'Osbourne, « le public accueillit [cette seconde série] aussi chaleureusement que la première, le petit garçon devenant si prospère qu'il accumula plus de cinq livres. ».
| Illustration                                                                                  | Deux premiers vers                                                       | Traduction française                                                                    | Dimensions   |
| --------------------------------------------------------------------------------------------- | ------------------------------------------------------------------------ | --------------------------------------------------------------------------------------- | ------------ |
| Xylographie. Un homme, sur le rivage, à gauche, regarde un bateau sur la mer                  | With storms a-weather, rocks a-lee, The dancing skiff puts forth to sea. | La tempête menace et les rochers affleurent, Mais l'esquif dansant prend la mer.        | 5,9 x 3,8 cm |
| Xylographie. Un pêcheur, à gauche, assis au bord d'une rivière.                               | The careful angler chose his nook At morning by the lilied brook,        | Le pêcheur a soigneusement choisi son coin Au matin, près de ce ruisseau fleuri de lys, | 6,2 x 5,4 cm |
| Xylographie. Un homme, à gauche, court derrière un autre, qui a un javelot planté dans le dos | The Abbot for a walk went out, A wealthy cleric, very stout,             | L'Abbé sortit pour une promenade, Homme d'église riche et corpulent.                    | 5,7 x 5,7 cm |
| Xylographie. Un homme portant chapeau tourne le dos à une montagne sur un chemin de forêt     | The frozen peaks he once explored, But now he's dead and by the board.   | Il a conquis jadis les pics neigeux, Maintenant, mort, il gît sur le chemin.            | 5,9 x 5,8 cm |
| Xylographie. Un homme, à droite, scrute vers la gauche la mer avec une longue-vue             | Industrious pirate ! see him sweep The lonely bosom of the deep,         | Pirate industrieux, qu'on voit scruter L'étendue déserte des flots sans fin.            | 5,9 x 5,8 cm |

## Publications postérieures au séjour à Davos
En avril 1882, l'amélioration de la santé de Stevenson et la détérioration de celle de Fanny conduisent au départ définitif de Davos,. Plusieurs gravures réalisées à Davos en même temps que celles figurant dans les deux séries des Emblèmes moraux ne pourront y être publiées. Certaines figureront dans le recueil La Gouge et la Plume ; d'autres ne seront publiées qu'après la mort de Stevenson.

### La Gouge et la Plume

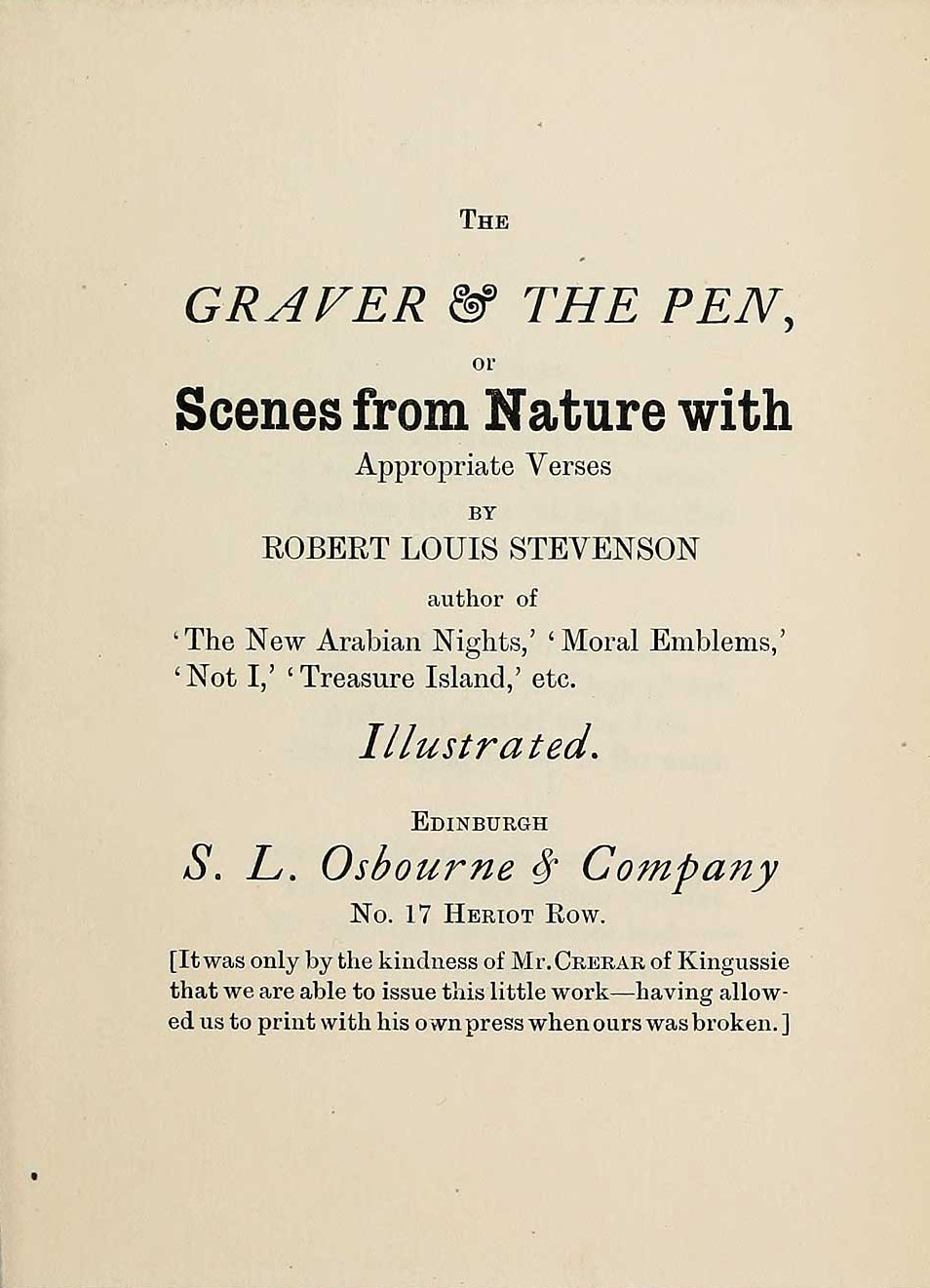
Page de titre de La Gouge et la Plume(Kingussie, 1882).

En juillet 1882, Stevenson passe, sur le conseil du docteur Clark quelques semaines dans un « viel hôtel » de Kingussie, en Écosse, où il retrouve, pour les vacances, Lloyd, qui a été entretemps envoyé dans un pensionnat anglais.

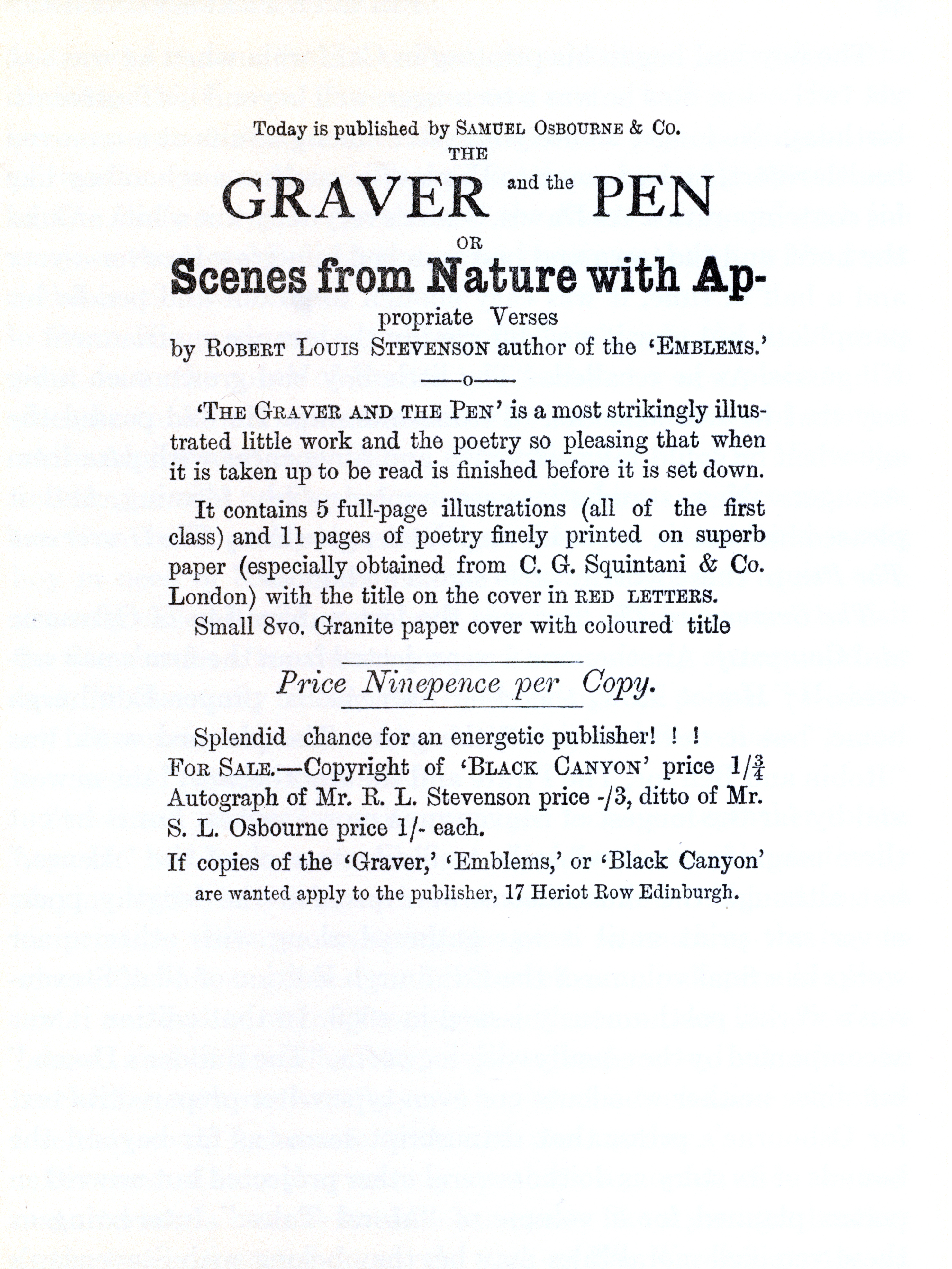
Publicité pour La Gouge et la Plume (Kingussie, 1882).

Ils reprennent leur activité de publication, Osbourne notant dans la préface à l'édition collective de 1921 que « le beau-père ayant fait beaucoup plus de progrès en gravure que le beau-fils n'en avait fait en latin », les blocs et les poèmes pour La Gouge et la Plume étaient déjà prêts. Mais la presse de Lloyd s'est entretemps cassée et ne peut être réparée. L'ouvrage est finalement imprimé à Kingussie par un certain Crerar, un « aimable vieux monsieur » qui « disposait de sa propre presse derrière un magasin microscopique » et qui « devait insister pour en faire lui-même beaucoup trop alors qu'il n'avait été payé qu'un loyer insignifiant pour l'usage de la presse » avec pour résultat ce qu'Osbourne appellera en 1921 une « perfection presque regrettable ».
La Gouge et la Plume (The Graver and the Pen), sous-titré « Scènes d'après nature avec vers appropriés », est un petit portfolio au format in-seize (11,6 x 14,5 cm comprenant 24 pages non numérotées et cing gravures séparées, tiré à cent exemplaires et vendu au prix de 9 pence,,.
En même temps que l'ouvrage, ou peu avant, est imprimée une publicité (voir ci-contre) décrivant les illustrations comme « très frappantes » et les vers, comme « si plaisants que l'ouvrage pris pour être lu est achevé avant d'être reposé ».

Dans la première strophe d'un poème liminaire intitulé « Proem », à la suite d'une vraisemblable coquille, Stevenson déclare : 

« J'ai pour plaire deux cordes à mon arc,
Et me sers de la gouge et de la plume avec
Une égale aisance et dextérité. »

| Titre original / traduit                         | Illustration                                                                                         | Deux premiers vers                                                         | Traduction française                                                                      | Dimensions   |
| ------------------------------------------------ | --- | -------------------------------------------------------------------------- | ----------------------------------------------------------------------------------------- | ------------ |
| The precarious mill Le moulin précaire           | Xylographie. Une maison sur un escarpement au bord d'une rivière, de la dumée sortant de la cheminée | Alone above the stream it stands, Above the iron hill,                     | Seul, il se dresse au-dessus du torrent, Surplombant la colline grise,                    | 5 × 6,3 cm   |
| The disputatious pines La dispute des pins       | Xylographie. Deux pins au bord d'un chemin                                                           | The first pine to the second said: My leaves are black ; my branches red ; | Le premier des pins disait au deuxième : « Mes feuilles sont noires, mes branches rouges, | 5,4 x 8,8 cm |
| The tramps Les chemineaux                        | | Now long enough had day endured, Or King Apollo Palinured,                 | Le jour a maintenant assez longtemps duré Et Phébus-Apollon assez palinuré ;              | 5,5 x 7,1 cm |
| The foolhardy geographer Le géographe téméraire  | | The howling desert miles around, The tinkling brook the only sound—        | Au milieu du désert rugissant, N'entendant que le ruisseau qui tinte,                     | 5,6 x 5,8 cm |
| The angler and the clown Le pêcheur et le paysan | | The echoing bridge you here may see, The pouring lynn, the waving tree,    | Voyez-ici le pont voûté, La cascade, l'arbre ondoyant,                                    | 5,3 x 9,3 cm |

### Contes moraux
Dans la préface de l'édition collective de 1921, Lloyd Osbourne présente les deux poèmes qui constituent les Contes Moraux, Robin et Ben, ou le Pirate et l'Apothicaire (Robin and Ben : Or, the Pirate and the Apothecary) et La Malédiction du constructeur (The Builder's Doom), comme inédits : « Le Pirate et l'Apothicaire fut projeté ; trois superbes illustrations furent gravées; mais il ne vit jamais plus de lumière que la machine à écrire ne pouvait en donner. La Malédiction du constructeur est restée à l'état de manuscrit [jusqu'en 1921]. Aucune illustration ne fut dessinée ou gravée pour ce poème ».
En fait, la première publication des Contes moraux date de 1898, dans le vingt-huitième et dernier tome de l'édition dite d'Édimbourg des œuvres complètes de Stevenson, éditée par Sidney Colvin et publiée de 1894 à 1898 par Chatto & Windus. Dans sa préface, Sidney Colvin décrit Robin et Ben, ou le Pirate et l'Apothicaire comme « à demi enfantin comme le reste [des productions d'Osbourne & Co], dans la forme seulement, mais en substance une satire, non sans touches swiftiennes, de la moralité commerciale ». Colvin indique également que Stevenson projetait un recueil de poèmes et d'illustrations intitulé Contes moraux, qui aurait été une suite des Emblèmes moraux, mais dont seuls les deux poèmes ci-dessus ont été écrits. Il précise par ailleurs que les vers écrits à partir des trois illustrations de Robin et Ben dépassaient les possibilités d'impression de la presse de Lloyd.
Herbert Slater signale l'impression séparée à Davos des trois gravures illustrant Robin et Ben, ou le Pirate et l'Apothicaire.

Gravures de Robin et Ben, ou le Pirate et l'Apothicaire
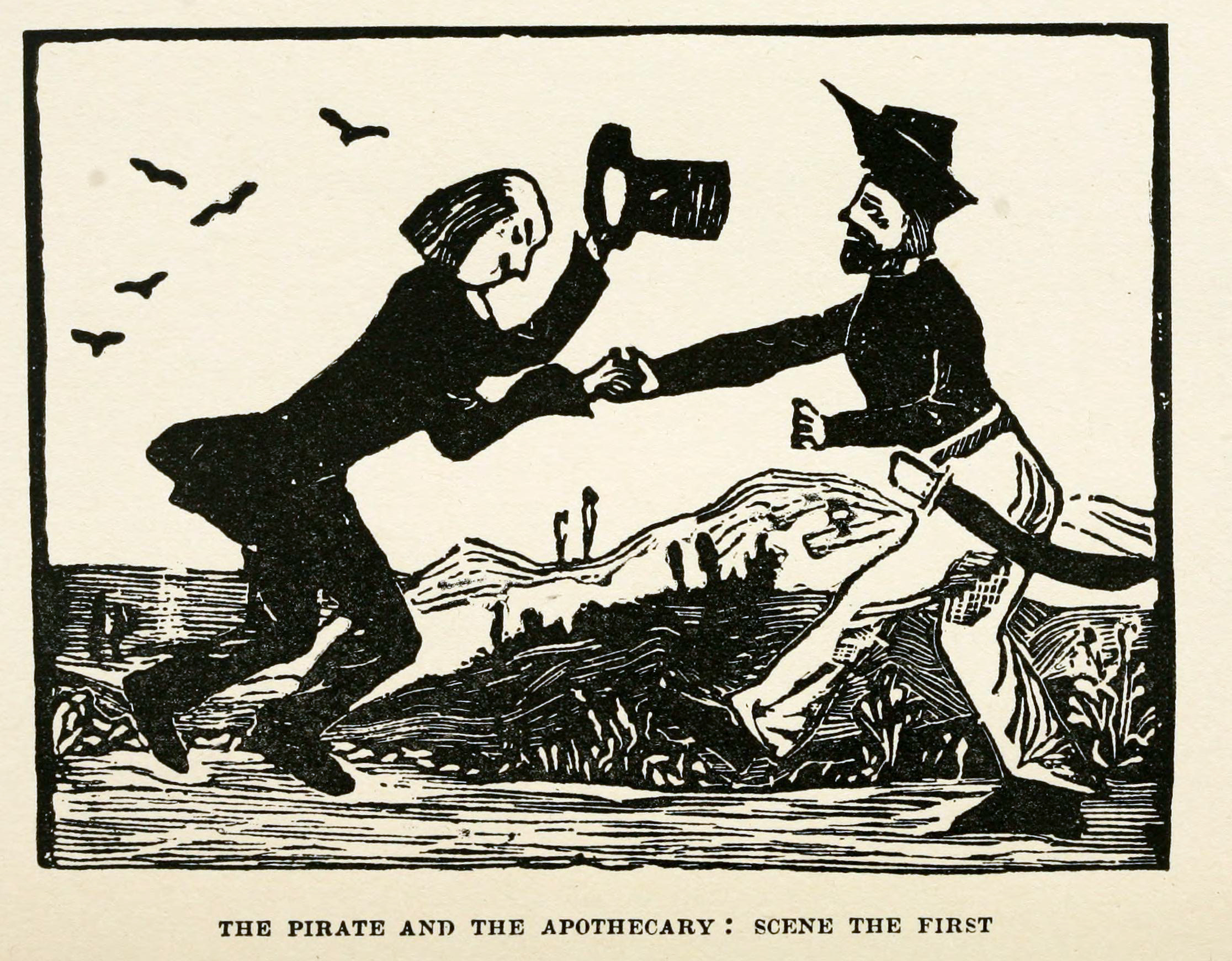
Première scène 10,8 x 8 cm[n. 13]
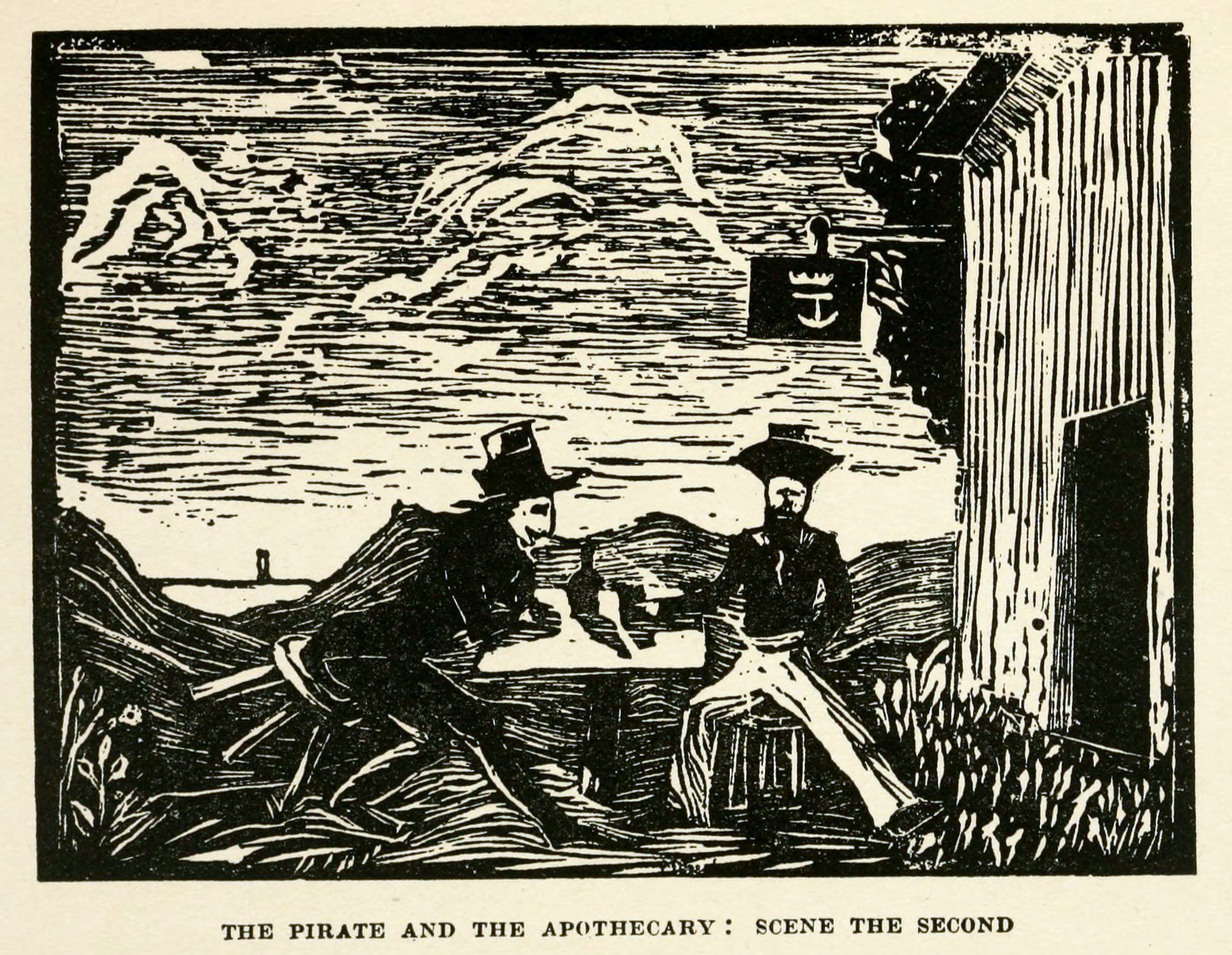
Deuxième scène 10,8 x 8 cm[n. 13]
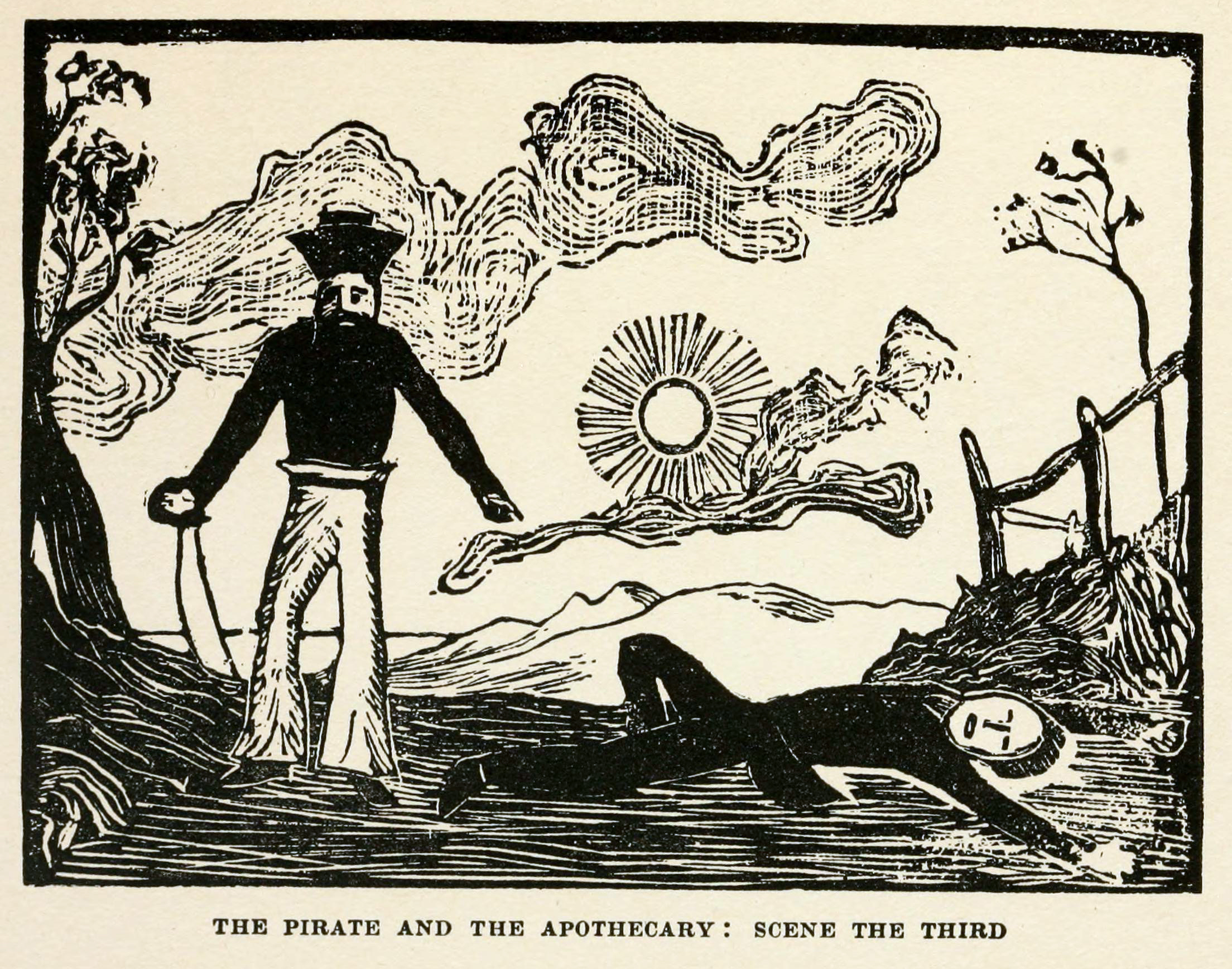
Troisième scène 10,3 x 7,9 cm[n. 13]

### Gravures éparses

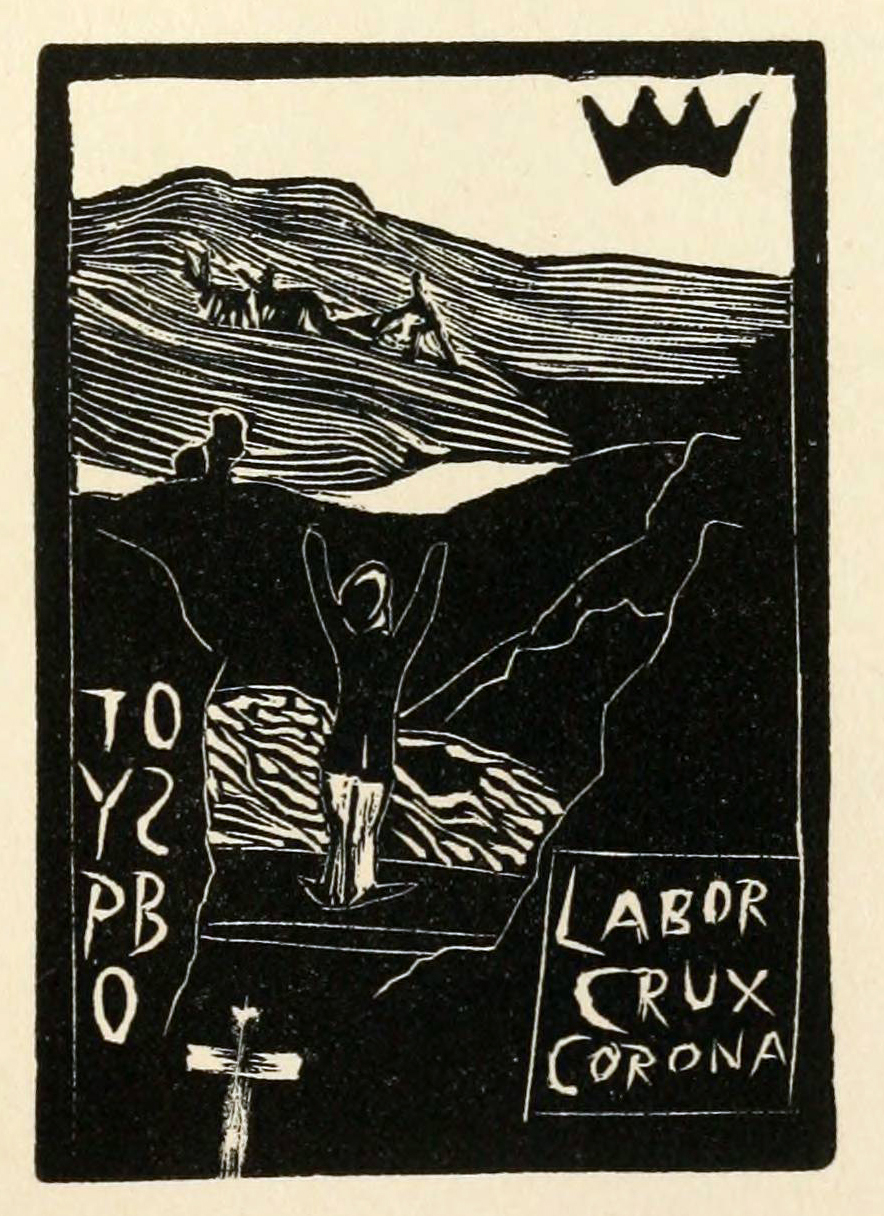
Emblème d'éditeur d'Osbourne. 4.1 x 5.8 cm. Davos, 1882.

Outre les illustrations des ouvrages ci-dessus, Stevenson exécute également à Davos une gravure destinée à être l'emblème d'éditeur de Lloyd Osbourne, dont Hart suppose qu'elle devait être utilisée en frontispice de La Gouge et la Plume.

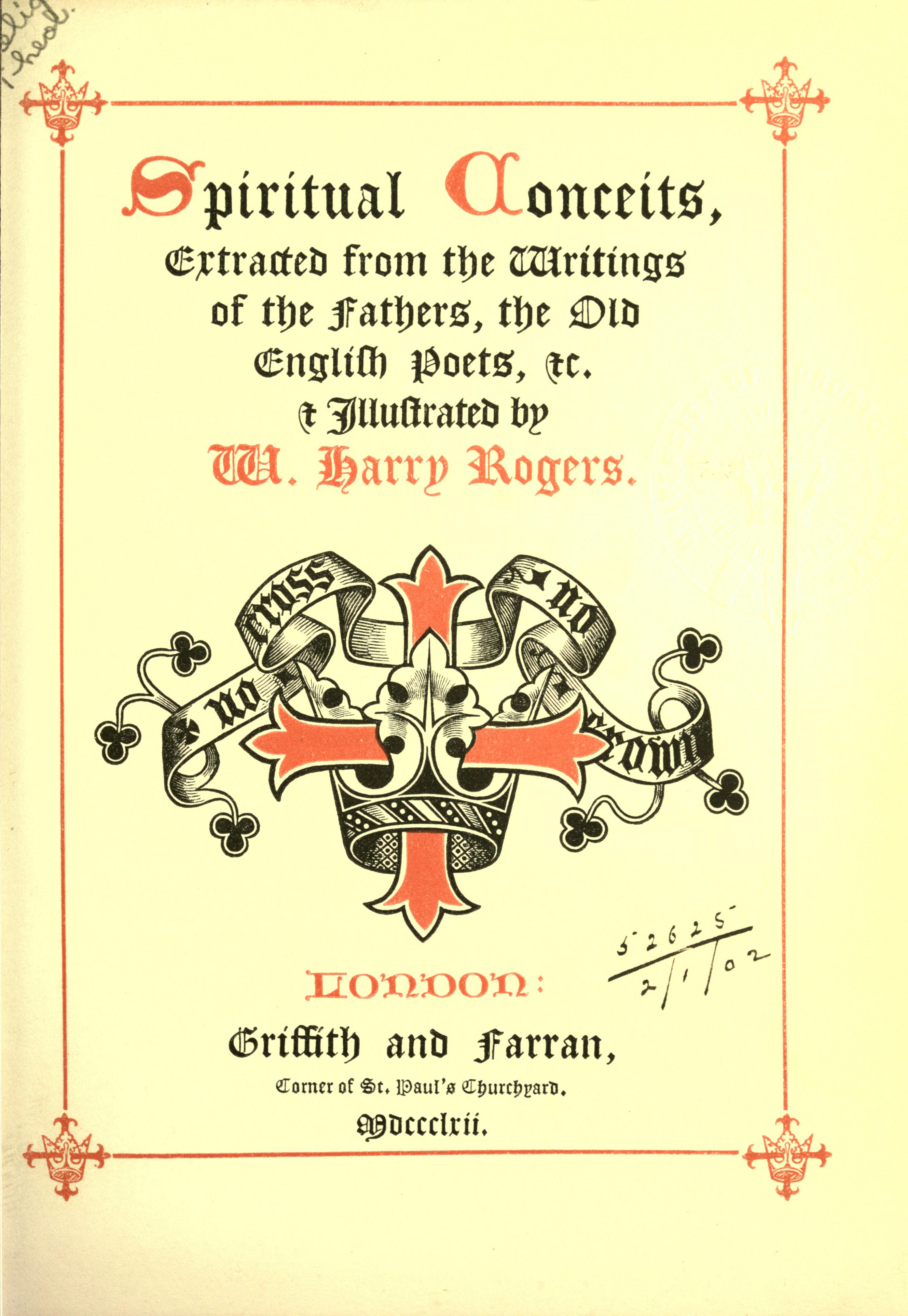
Page de titre des Spiritual Conceits de William Harry Rogers (1862).

Cette image, « pleine à craquer de symbolisme » pour Hart et « pesamment empruntée » pour Manning combine une devise, « Labor Crux Corona » (Travail, croix, couronne), avec une « sorte d'acrostiche » qui mélange les mots « typo » et « Osb », le début du nom de Lloyd. Selon Karl Joseph Höltgen, Stevenson s'est inspiré pour cette gravure de la page de titre des Spiritual Conceits (1862) de William Harry Rogers, un graveur anglais alors très connu, et de sa devise, « No cross, no crown » (Pas de croix, pas de couronne).
La Carte représente, selon Sidney Colvin, « le pays imaginaire d'une des batailles que [Stevenson] et son beau-fils avaient l'habitude de se livrer avec des soldats de plomb ».
La Marguerite, gravée au dos du bloc de La Carte, a fait l'objet d'une impression par LLoyd et d'un envoi commun par celui-ci et Stevenson à la mère de ce dernier pour son anniversaire, le 11 février 1882. Il s'agit d'une plaisanterie familiale sur le prénom de la mère de Stevenson, Marguerite, l'illustration étant accompagnée d'un « vers » du père de Stevenson, Thomas Stevenson, « Lawks! what a beautiful flower!! » (Regarde ! Quelle belle fleur!!) censé être le seul vers jamais composé par ce dernier.
Lord Nelson et le Matelot ou Lord Nelson pointant la mer, gravée et imprimée à Davos, a été choisie par Joseph Pennell pour illustrer l'article qu'il consacre en 1896 au travail d'illustrateur de Stevenson. Selon Pennell, « l'atmosphère des pierres mouillées sur lesquelles se tiennent les personnages de Lord Nelson est remarquablement bien rendue. Ainsi, également, que la grande étendue de mer, et la bouteille, à moins que ce ne soit une balise, qui flotte tranquillement sur le fond de l'océan ». Après Pennell, Arthur Ransome voit dans cette gravure une « belle étude » de Nelson regardant au loin un bateau et une flottante bouteille de champagne.

Autres gravures éparses
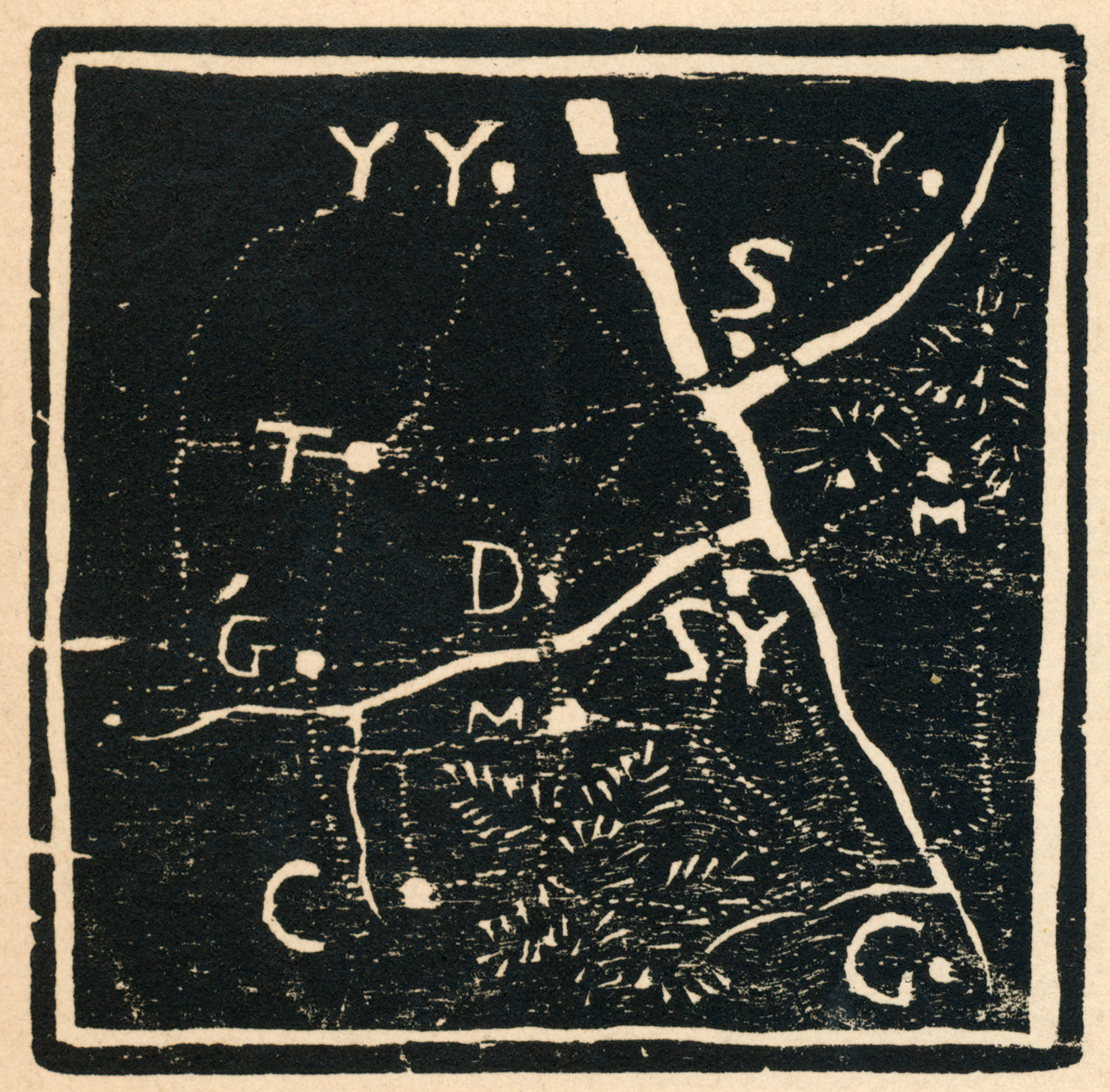
La Carte
5,9 x 5,9 cm[n. 13]
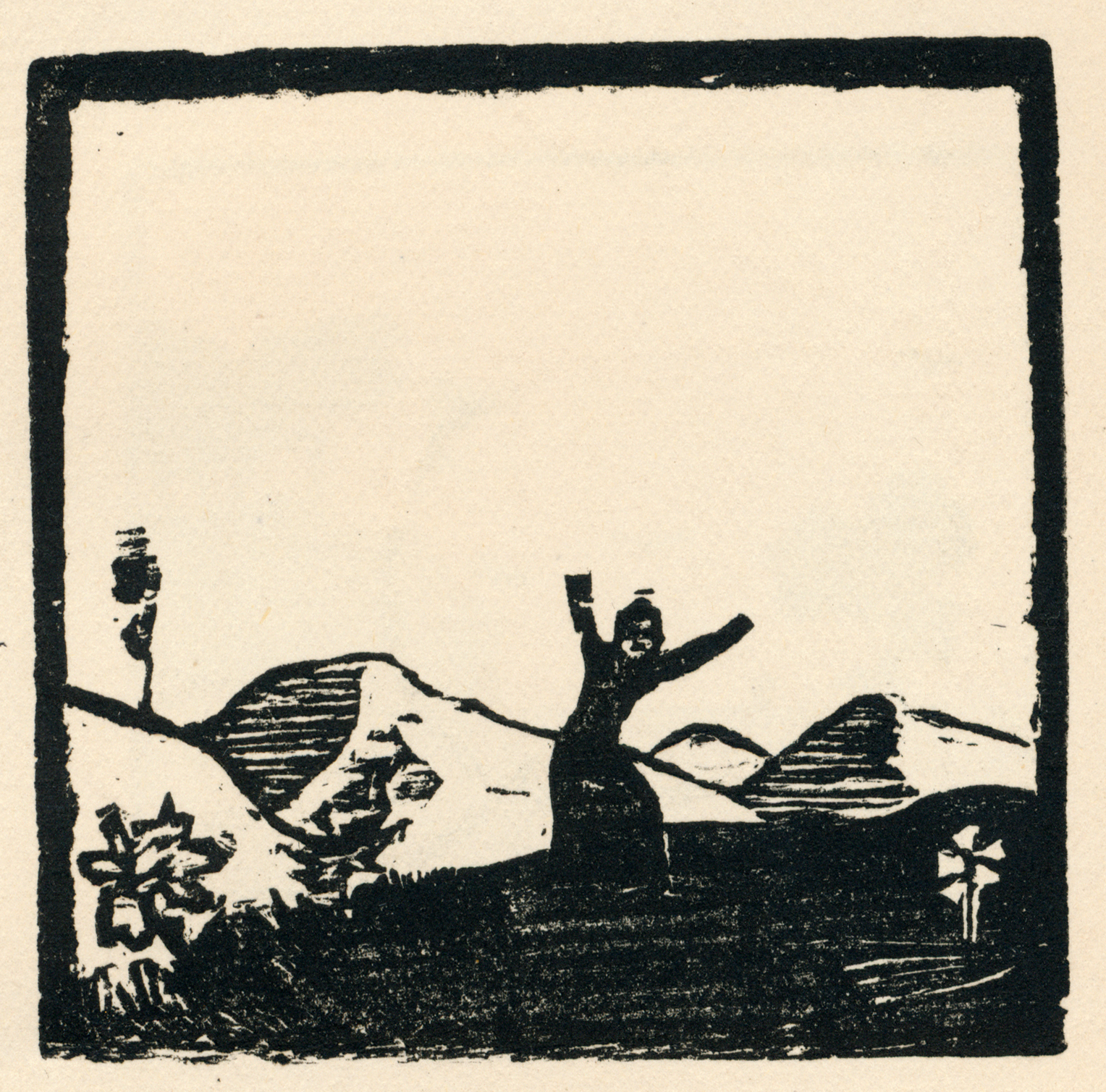
La Marguerite
6 × 5,9 cm[n. 13]
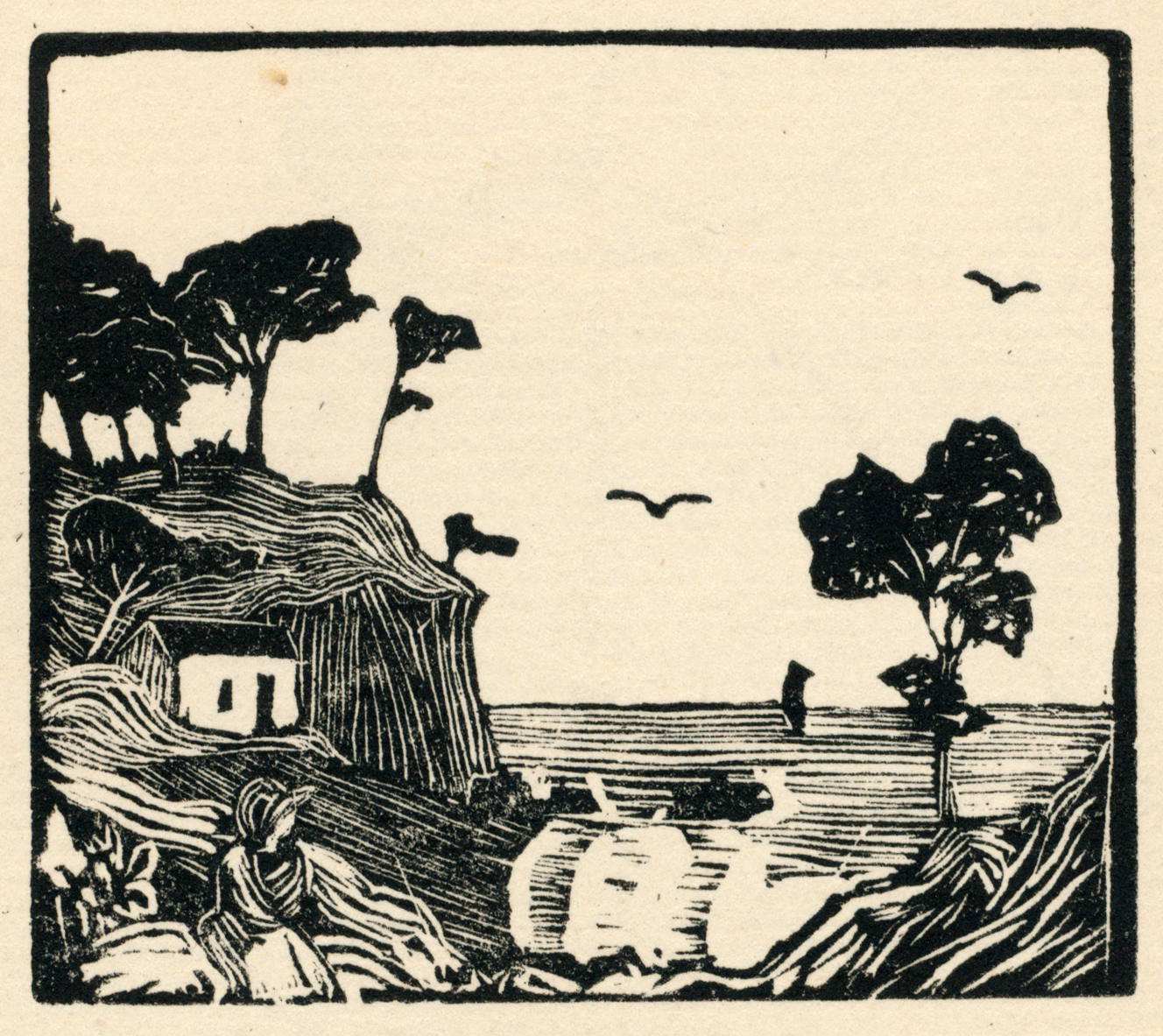
La Crique du contrebandier
5,3 x 4,6 cm[n. 13]
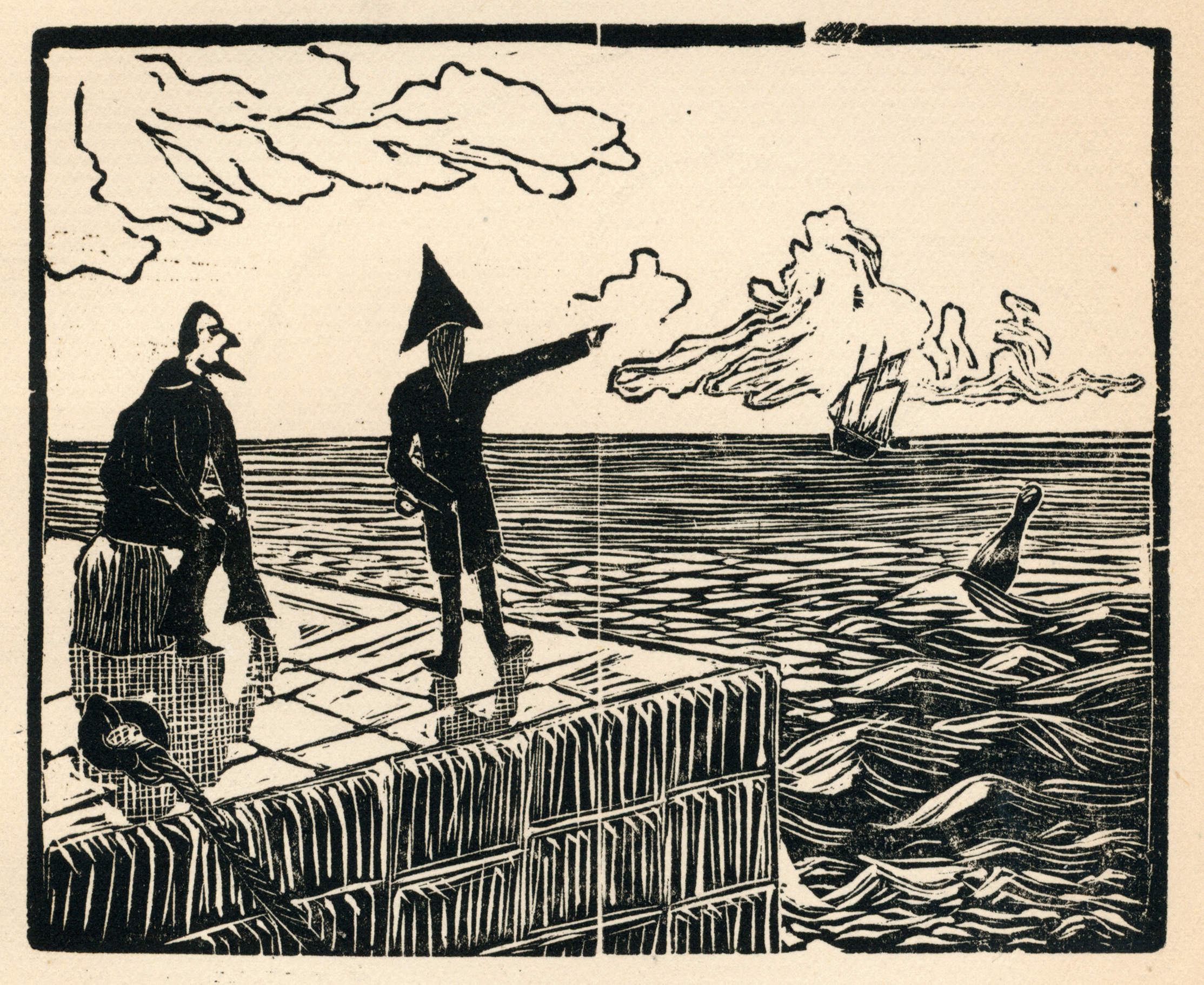
Lord Nelson et le Matelot
8,9 x 7,2 cm[n. 13]

## Éditions collectives

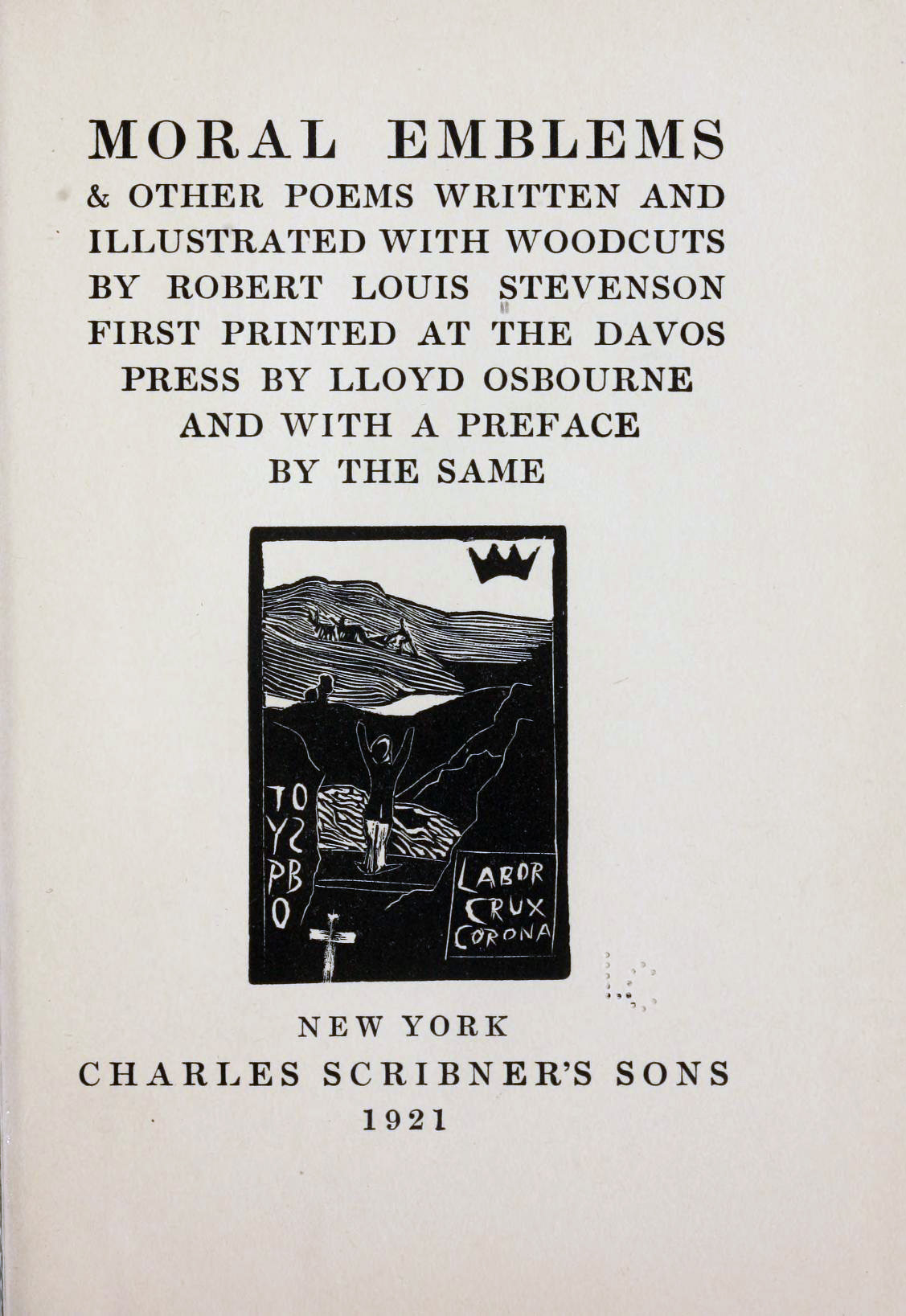
Page de titre de l'édition collective de 1921 ornée de l'emblème de l'éditeur.

Il semble qu'une édition des Emblèmes moraux préfacée par John Addington Symonds ait été envisagée, mais elle n'a jamais vu le jour,.
Les différents plaquettes écrites et illustrées par Stevenson à Davos et imprimées par LLoyd Osbourne, y compris les Emblèmes moraux, ont fait l'objet de plusieurs rééditions.
- La première réimpression, en facsimilés, est publiée dans le cadre de l'édition dite d'Édimbourg des œuvres complètes, publiée de 1894 à 1898. Un vingt-huitième et dernier volume, publié en 1898 et réservé aux souscripteurs, auxquels il est offert en tant que « bonus »[116], vient clore cette édition[117]. Dans son édition du 11 juillet 1898, le Scotsman annonce ainsi cette publication :

« En reconnaissance du soutien qu'ils ont reçu dans l'accomplissement de leur entreprise, l'exécuteur testamentaire de M. Stevenson et son éditeur — sa veuve et M. Sidney Colvin — ont ajouté gratuitement, comme numéro vingt-huit, un « petit volume supplémentaire ou appendice en tant que bonus » [...] La partie la plus remarquable et probablement la plus appréciée du contenu de ce volume est constituée de reproductions en facsimilé des Emblèmes moraux, écrits « comme un jeu d'enfant et à titre de loisir » par Stevenson à Davos entre 1880 et 1882, avec de pittoresques illustrations dessinées et gravées par l'auteur lui-même, puis imprimées par son jeune beau-fils, bien connu depuis comme M. Lloyd Osbourne. Un ingénieux système de reliure a été trouvé pour incorporer ces petites publications sans qu'elles ne s'abîment ni que l'ouvrage soit déformé. Les Emblèmes sont écrits dans une veine humoristique et vacancière. Des saillies satiriques apparaissent par endroits ; et il y en a encore plus dans Robin le marin et Ben l'apothicaire et La Malédiction du constructeur, deux des poèmes de l'ensemble projeté sous le titre de Contes moraux dont seules ces deux parties ont été écrites et sont à présent publiées pour la première fois. »
 De son côté, le Times, dans un article du 4 août 1898, présente ce vingt-huitième volume comme la prise en compte, par l'éditeur, du désir des lecteurs de posséder des inédits, qu'il décrit dans les termes suivants : 

« Ces petits opuscules sortis de la presse de Davos ont été écrits, illustrés et imprimés par « R. L.S. » et son beau-fils, M. Lloyd Osbourne, pour amuser la famille ; et ils sont de fait très amusants. Bien que leur principal objet ait été de faire plaisir à un enfant intelligent, on peut imaginer que Stevenson, avec son merveilleux sens du jeu enfantin, a tiré un grand plaisir de ces Contes moraux et de ces Emblèmes moraux, avec leurs merveilleuses gravures et leurs poésies burlesques. Le Pirate et l'Apothicaire est un récit à glacer le sang, avec d'effrayantes illustrations en noir et blanc, et toute une leçon à inculquer : il vaut mieux être un féroce pirate et commettre des crimes comme un gentleman que de rester chez soi et de s'enrichir en trompant les pauvres. Inutile de préciser qu'un tel thème ne pouvait que séduire le créateur de tant de boucaniers fascinants ! »

- Ce « bonus » fait l'objet d'une republication séparée en 1899, sous le titre A Stevenson Medley, avec quelques adjonctions, dont celle de gravures éparses ne figurant pas dans l'édition de 1898[120],[121].
- La première édition collective, préfacée par Lloyd Osbourne est publiée en 1921[122].
- La première traduction française est publiée en 1994[85].
- De nouvelles traductions françaises ont été publiées en 2020[123] et 2021[124].

Le contenu de ces éditions variant légèrement, le tableau suivant permet d'en comprendre la concordance.
| Titre                                          | Édition de 1898 | Édition de 1899 | Édition de 1921 | 1re traduction française |
| ---------------------------------------------- | --------------- | --------------- | --------------- | ------------------------ |
| Élégie martiale pour quelques soldats de plomb | ✔               | ✔               | ✘               | ✔                        |
| Le Canyon noir                                 | ✔               | ✔               | ✘               | ✘                        |
| Pas Moi ! et autres poèmes                     | ✔               | ✔               | ✔               | ✔                        |
| Emblèmes moraux (1re série)                    | ✔               | ✔               | ✔               | ✔                        |
| Emblèmes moraux (2de série)                    | ✔               | ✔               | ✔               | ✔                        |
| La Gouge et la Plume                           | ✔               | ✔               | ✔               | ✔                        |
| Contes moraux                                  | ✔               | ✔               | ✔               | ✔                        |
| Emblème de l'éditeur                           | ✔               | ✔               | ✔               | ✔                        |
| Autres gravures éparses                        | ✘               | ✔               | ✘               | ✘                        |

La publication en 2001 par Alberto Manguel d'une courte fiction, Stevenson sous les Palmiers, illustrée de quatre gravures de Stevenson et augmentée d'une brève note sur celles-ci, puis celle en 2012 par Henning Wagenbreth d'une version en bande dessinée de  Robin et Ben, ou le Pirate et l'Apothicaire, traduite en français en français en 2013,, contribuent à la redécouverte de ces œuvres de Stevenson,.

## Réactions des contemporains

### Témoignages des amis de Stevenson

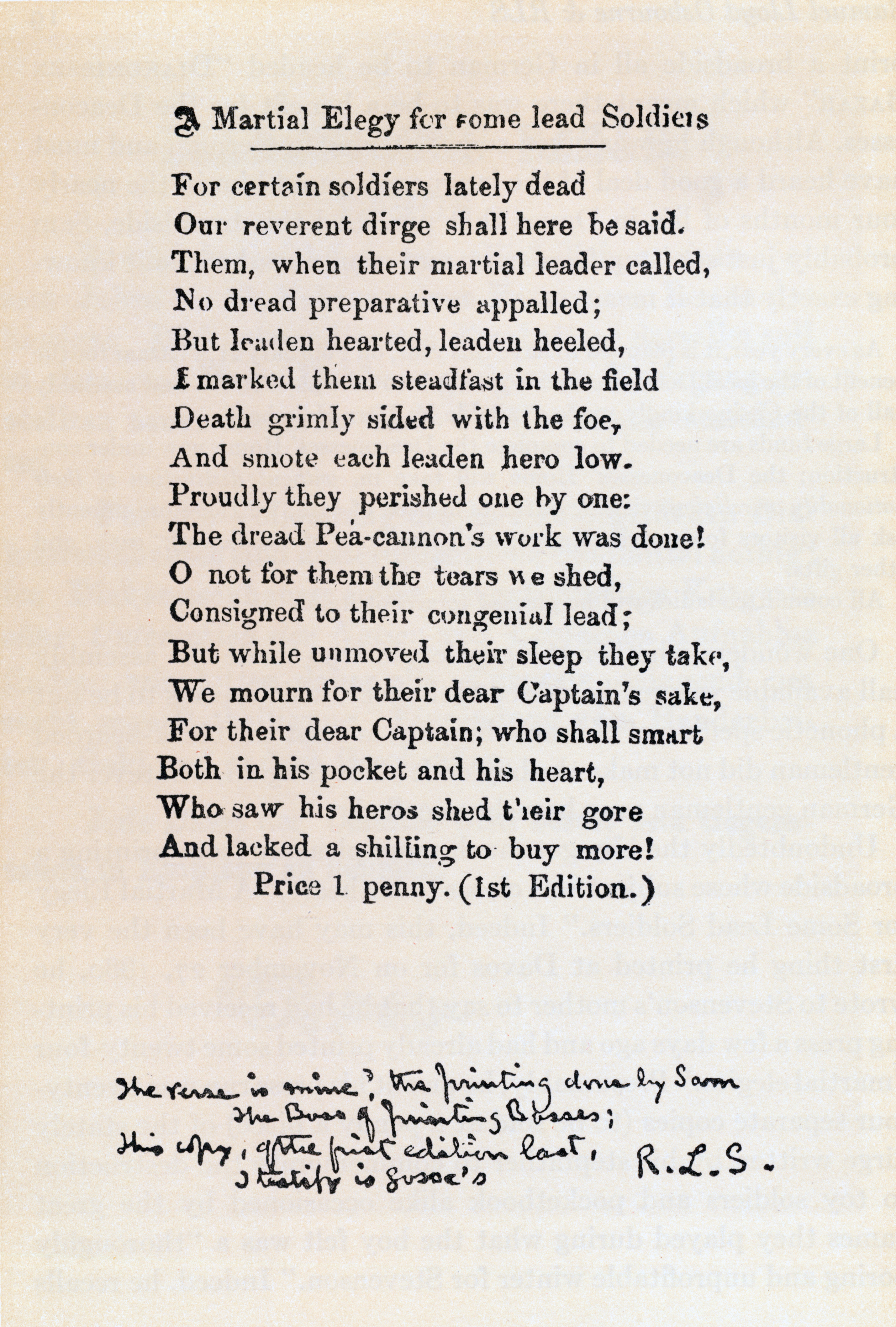
Élégie martiale pour quelques soldats de plomb dédicacée à Edmund Gosse (1880).

Edmund Gosse, dans un article publié en 1887 dans le Longman's Magazine (en) et consacré à Stevenson en tant que poète, fait référence à la vogue naissante des publications de la « Davos Press », en supposant que sa propre collection complète de ces plaquettes doit susciter chez d'autres collectionneurs une « passion diabolique ». Il estime que ces publications sont « décidément occultes » et qu'« un homme peut construire sur elles une réputation de sage, mais pas de poète », eu égard à leur « sévère moralité ». Il conclut : 

« Ce sont des livres que personne ne peut lire sans en sortir meilleur ; mais en tant que simples vers, ils laissent beaucoup à désirer. Non ragionar di lor, ma guarda, si vous avez la bonne fortune d'en posséder, e passa,. »

 John Manning, qui note que Gosse était destinataire de toutes les publications de Lloyd, qualifie ses commentaires de « parfaites fadaises » (sheer hokum) et souligne qu'à l'époque les productions d'Osbourne & Co. étaient si rares que Gosse avait peu de chances d'être contredit ; selon Manning, il s'agit de la part de Gosse d'une « déformation spécieuse », délibérément conçue pour exclure ces ouvrages de toute prise en compte.
Cette entreprise n'est au demeurant pas couronnée de succès. Dans un article publiée en 1888 par le Fort Worth Daily Gazette, la poétesse et critique américaine Louise Chandler Moulton exprime l'envie de posséder les opuscules de Davos, dont elle ignorait tout, que lui a inspiré l'article de Gosse.
Rapidement, ces éditions originales à très petit tirage sont recherchées,.

Dans un livre de souvenirs consacrés à Stevenson et publié en 1905, Alexander Hay Japp, l'un des destinataires des éditions originales, les décrit comme 

« Ineffablement pittoresques, grotesques, une sorte de bouffonnerie littéraire, avec un mélange de génie débordant et louche et de gaieté rabelaisienne innocente et enfantine. »

### Vulgarisation par Joseph Pennell

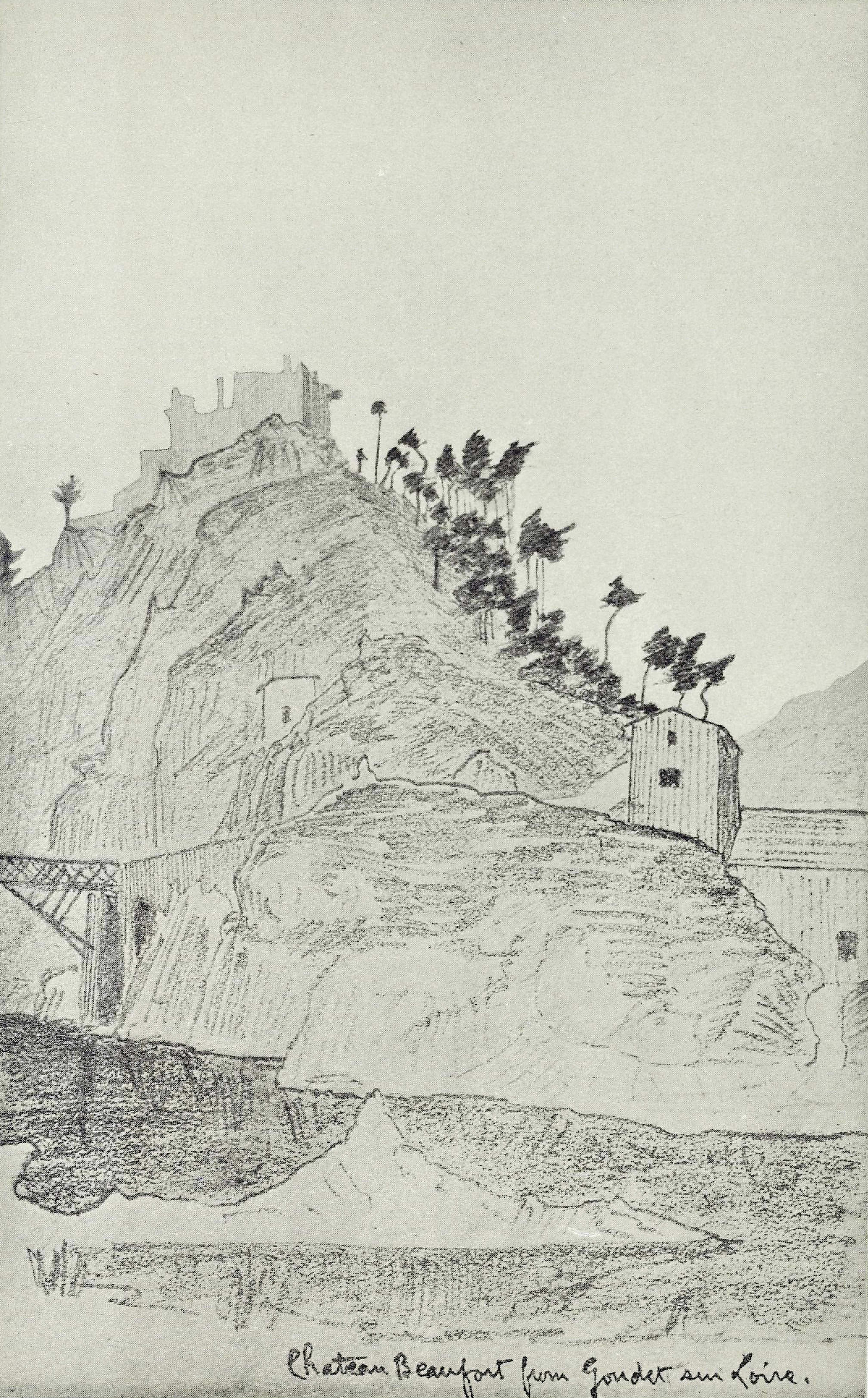
Dessin de Stevenson lors de son voyage dans les Cévennes (Le Monestier, 1878).

Joseph Pennell est le premier, à « révéler au monde » le travail « non découvert » de Stevenson en tant qu'illustrateur et à en reproduire des exemples, deux après la mort de Stevenson mais deux ans avant la publication de facsimilés dans le dernier volume de l'édition d'Édimbourg, dans un article publié en 1896 dans The Studio Magazine. Pennell signale, lui aussi, la rareté des éditions originales de ce qu'il range « parmi les plus grandes curiosités de la littérature anglaise moderne », notant que le British Museum lui-même n'en possède que deux et ajoutant qu'il ne connaît personne qui ait été capable d'en obtenir une collection complète.
À l'inverse de Gosse, qui voit dans les Emblèmes moraux l'expression d'une « sévère moralité » évocatrice du petit catéchisme de Westminster, Pennell est sensible à la dimension du plaisir et de l'humour dans le projet de Stevenson, lequel n'est, selon lui, « ni sérieux, ni pompeux, ni pesant, ni suffisant, ni précieux, mais, comme tout son travail, gai, brillant, plein de vie et d'allant, et honnête ». Pennell souligne l'intérêt constant de Stevenson pour l'illustration. Il estime que les travaux de gravure de Davos sont « étroitement liés » aux dessins réalisés par Stevenson durant son voyage de 1878 dans les Cévennes : il y trouve la même observation « attentive et intelligente » de la nature et souligne une ressemblance entre le traitement des roches et des arbres dans les dessins de 1878 et les gravures de 1882.
Pour Pennell, certains détails, tels le choix de cadres noirs, témoignent de la familiarité de Stevenson avec la mode de l'époque en matière d'illustration. Il ajoute que Stevenson a un « coup d’œil remarquable pour la forme, bien qu'inexercé » et que « chaque ligne de ses gravures est pleine de sens et de caractère ». Il en donne pour exemple la deuxième scène de Robin et Ben, où « le ciel est étonnamment lumineux et gravé avec un talent surprenant », la gravure sur Nelson évoquée ci-dessus, ou le ciel des Chemineaux ; il trouve ces trois gravures bien meilleures que la plupart des xylographies françaises ou anglaises qui leur sont contemporaines.

### Illustration et«skeltisme»

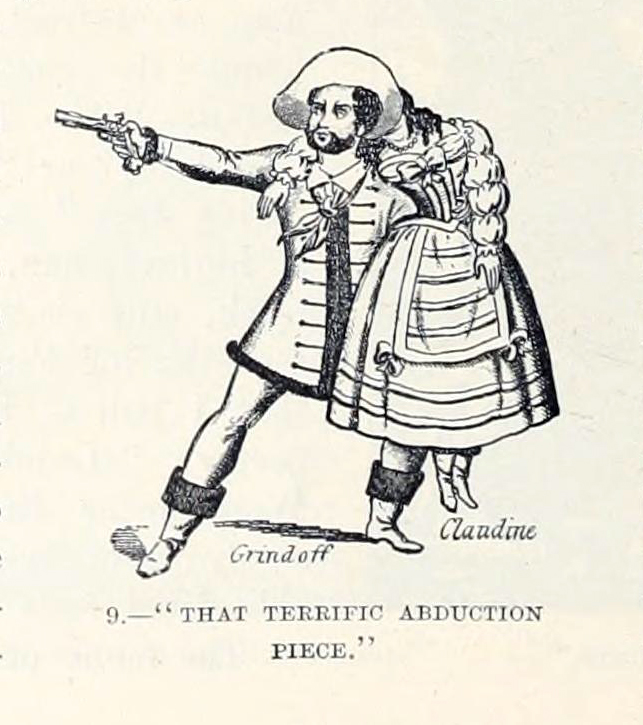
Le terrible enlèvement, une gravure de Skelt illustrant Un simple à un sou, et un couleurs, à deux sous (1884).

Stevenson publie en 1884 dans le Magazine of Arts un article intitulé « Un simple à un sou, et un couleurs, à deux sous ». Il porte sur le théâtre de papier et plus particulièrement sur Skelt, un imprimeur londonien qui produisait, entre 1830 et 1850, des planches à découper pour théâtre de papier que Stevenson, enfant, collectionnait. Celles-ci étaient vendues soit en noir et blanc à colorier, les « simples à un sou » (penny plains), soit déjà coloriées, les « couleurs à deux sous » (twopence coloureds). Les images représentaient les personnages et les décors de pièces à succès, parfois accompagnés d'indications pour les enfants. Du nom de Skelt, qui « lui a toujours semblé faire partie intégrante du charme de ses productions », Stevenson tire « audacieusement » le mot skeltisme qu'il utilise pour caractériser les qualités qu'il lui trouve : 

« Le skeltisme donc est une qualité commune à bien des arts. On la trouve même, toute révérence gardée, parmi les œuvres de la nature. Le « scénique » est son nom générique. »

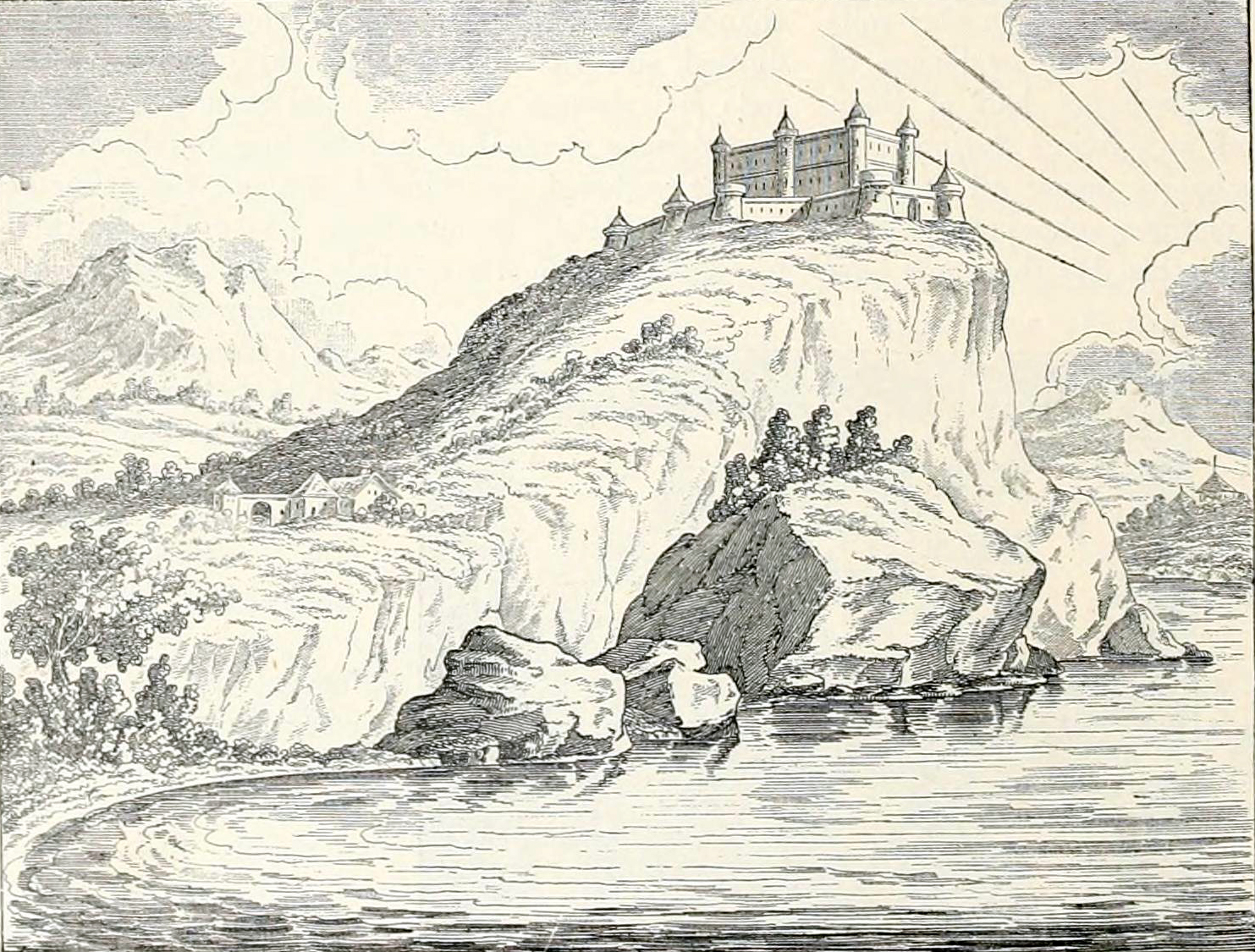
Gravure imprimée par Skelt vers 1840, reproduite dans Un simple à un sou, et un couleurs, à deux sous (1884).

Pennell suggère un parallèle entre les gravures de Davos et celle du théâtre de papier de Skelt : 

« Il semble vraisemblable que les principales sources d'inspiration de Stevenson en tant qu'illustrateur aient été les planches à un sou de son enfance. N'a-t-il pas écrit lui-même qu'il n'était « qu'un pantin entre les mains de Skelt » ? Et il est clair que les illustrations de ces années plus tardives ont emprunté quelque chose aux paysages du skeltisme. « Ah, comme les routes vagabondaient, comme le château se dressait au sommet de la colline, comme le soleil rayonnait derrière le nuage, comme les nuages eux-mêmes s'élevaient en roulant, raides comme des traversins » ! Quand il a écrit ce texte, se pourrait-il qu'il ait décrit ses propres créations, quand bien même il est certain qu'il a apporté sa propre qualité originale à l'interprétation qu'il donne de ces modèles de jeunesse ? »

Dans un essai consacré en 1927 à Stevenson, G. K. Chesterton reprend la même idée en mettant l'accent sur ce qu'il appelle « le caractère premier de l'imagerie de Stevenson », le fait que « toutes ses images revêtent des contours très aigus et ne sont, pour ainsi dire, que des arêtes ». Il ajoute : 

« C'est ce quelque chose en lui qui devait l'attirer vers les noirs et blancs abrupts et secs des gravures sur bois. On peut le voir dès le début dans la manière dont ses silhouettes du dix-huitième siècle se découpent sur l'horizon, avec leurs sabres d'abordage et leurs bicornes »

. Il donne en exemple, dans L'Île au trésor, « cet inoubliable copeau ou cale que la lame de Billy Bones avait sabré dans la pancarte en bois de l'« Amiral Benbow ». Cette entaille aigüe dans ce bloc de bois reste comme une forme symbolique exprimant le type d'attaque littéraire de Stevenson », qui constitue une forme remarquable de l'articulation entre la gravure et l'écriture, caractéristique, selon Jean-Pierre Naugrette, de la littérature britannique depuis Charles Dickens. À son tour, Chesterton souligne l'importance de Skelt dans le parti pris esthétique de Stevenson : « Tout cela lui vient du mystérieux M. Skelt du Drame de la Jeunesse, autrement dit de son petit théâtre pour enfants, qui, de tous les jouets, a l'effet le plus magique sur son esprit ». Selon Chesterton, 

« [Les vignettes de Skelt] parlaient à l'âme de Stevenson par leur solidité rebondie ou par leur anguleuse fanfaronnade. Et c'est à peine exagéré de dire qu'il passa sa vie à enseigner au monde ce qu'il avait appris d'[elles] [...] Du reste, il exposa sa morale dans une série d'Emblèmes moraux qui n'étaient pas sans rapport avec [leurs] contours tranchés et ces attitudes provocantes ; et il n'y eut jamais d'autre nom pour cela que celui dont lui-même l'avait baptisé : Skeltisme. »

## Analyses ultérieures

### LesEmblèmes morauxet le livre d'emblèmes

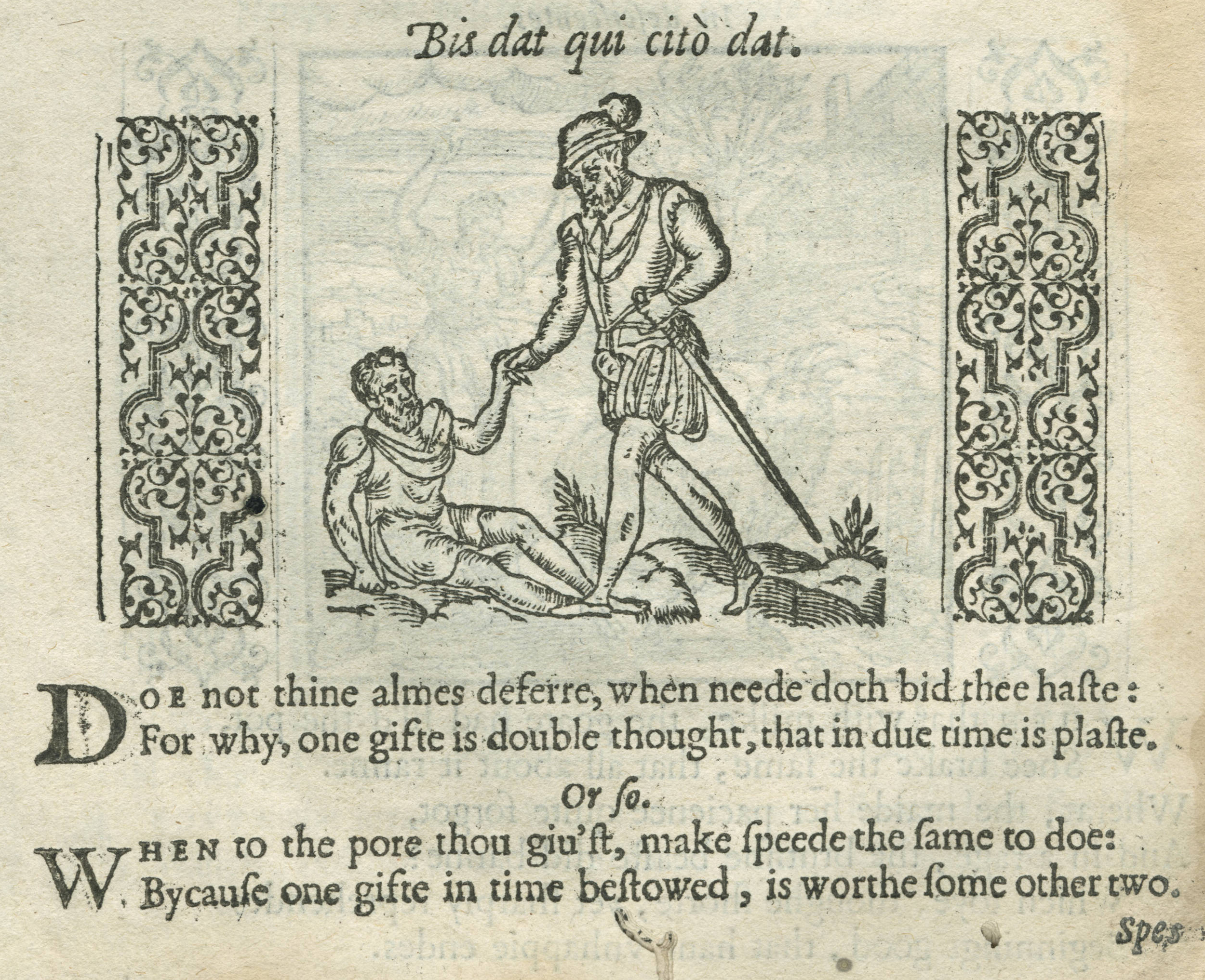
Bis dat qui citò dat, un emblème de (1586).

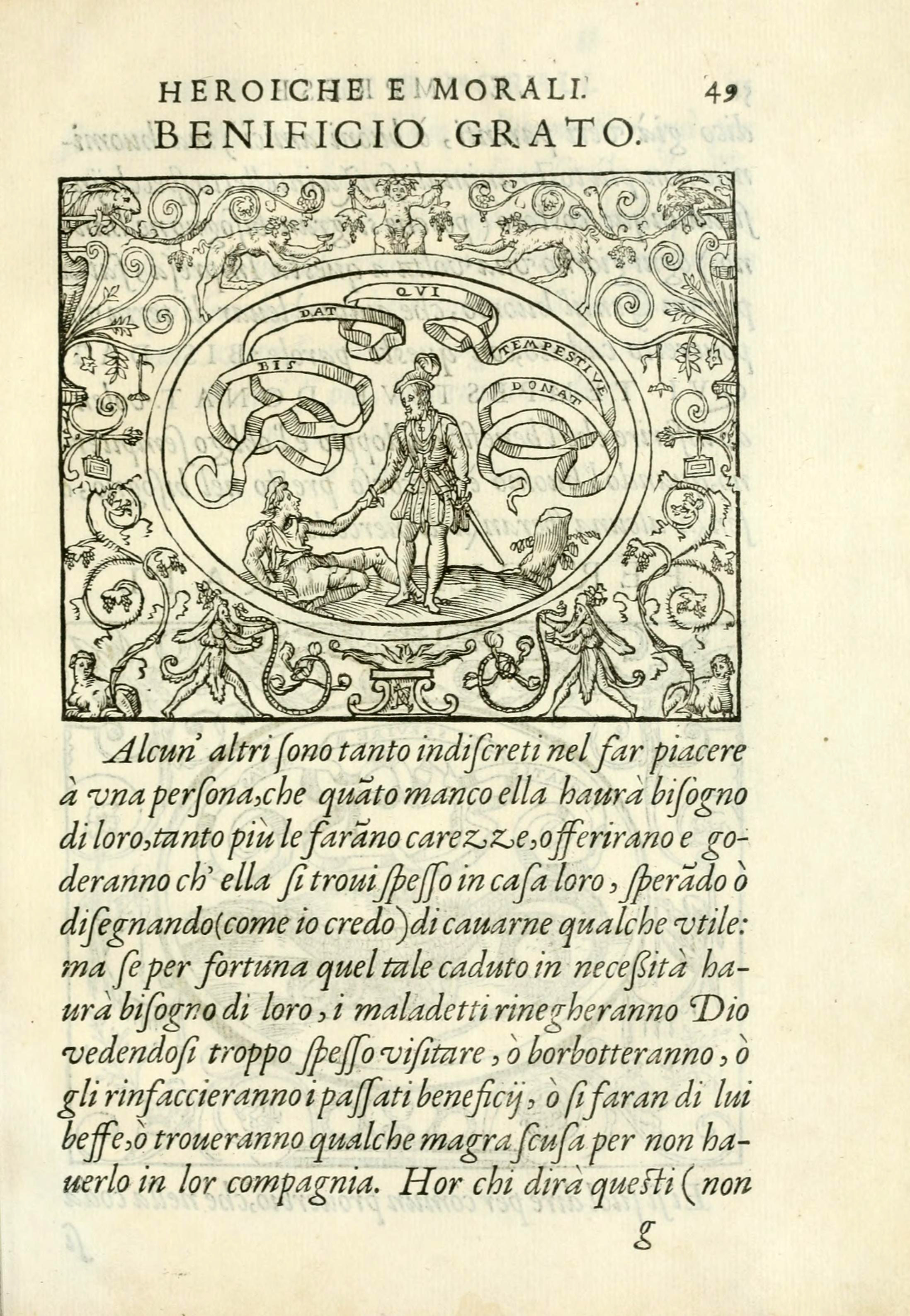
Beneficio grato, un emblème de Gabriele Simoni (1559).

Marc Porée inscrit les Emblèmes moraux « dans la grande tradition du livre d'emblèmes, née au XVIe siècle et encore vivace au xVIIIe », dont John Manning souligne qu'il est très fréquent qu'il vise — ou semble viser — un public enfantin. Plusieurs auteurs inscrivent les Emblèmes moraux dans le contexte d'un regain d'intérêt, durant l'époque victorienne, pour le livre d'emblèmes,, et Karl Josef Höltgen précise que, si la plupart des « vers emblématiques » victoriens n'ont que peu de rapport avec l'emblème au sens originel — c'est-à-dire un ensemble constitué de trois parties : une devise (lemma ou inscriptio), une image (pictura) et un texte explicatif (subscriptio) —, les Emblèmes moraux de Stevenson sont « indubitablement » un livre d'emblèmes. Pour Manning, « Stevenson puise dans un fonds d'images, de thèmes et de stratégies rhétoriques caractéristiques de la littérature emblématique. Les figures du paradoxe, de la prosopopée, de la périphrase et même le choix ludique de rimes rhétoriquement licencieuses sont des marqueurs du style verbal de l'emblème ». Il note, par exemple, qu'un « mendiant sur le bord de la route » tel celui de Lecteur élève ton âme et vois apparaît sous la devise « Bis dat qui cito dat » (qui donne vite donne deux fois) dans A Choice of Emblemes de Geoffrey Whitney (en) (Leyde, 1586). Chez Whitney apparaissent également un pin disputeur, un « frêle esquif » et plusieurs pirates,. L'« aventureux Cortez » d'Un pic à Darien est conforme à la célébration classique dans le livre d'emblèmes des actes héroïques des rois et des généraux.
Mais la morale de Stevenson a une « drôle de tournure » : les « effets infortunés de la rage » ne sont autres qu'une indigestion et l'exemple donné pour une retraite méritante est celui d'un « pirate industrieux ». L'humour et l'auto-dérision qui affleurent ainsi sont étroitement liés à un sentiment constant de la précarité de la vie. Dans l'Élégie martiale, la mort « abattait chacun de ces héros de plomb » ; elle guette le « gandin » qui « du malheureux [...] détourne la tête » et elle ne laisse qu'un « souvenir de [...] corps brisé ». Dans les emblèmes de Stevenson, le lecteur rencontre un abbé frappé d'un javelot, un explorateur mort qui « gît sur le chemin » et Ben, le pirate, évoque « les morts abandonnés sous le soleil ». Robin Raybould, de son côté, note que les Emblèmes moraux reflètent le « cynisme amer pour les valeurs morales de la classe moyenne » de Stevenson.

### Les emblèmes desEmblèmes moraux
Pour Humphrey Carpenter et Mari Richard, l'aspect « ridiculement grossier » des gravures des Emblèmes moraux montre qu'il s'agit d'une « parodie ingénieuse » des livres pour enfants. Dans une analyse détaillée des deux séries de ces Emblèmes, Wendy Katz met en lumière la « relation particulière » qu'ils entretiennent avec la littérature pour enfants de la fin du XIXe siècle : 

« En poussant le lecteur à regarder sous la surface, les emblèmes de Stevenson, de même que d'autres parodies de la littérature didactique, entraînent un lecteur plus exercé, plus averti des différentes couches de sens, à l'incongruité, à l'antithèse, à l'euphémisme et à l'exagération. Ils découragent les interprétations autoritaires du texte, ce qui est peut-être leur aspect le plus subversif. »

 Wendy Katz souligne en même temps le glissement de ton entre les deux séries d'emblèmes, parallèlement à l'amélioration technique de l'illustration d'une série à l'autre, le « feu parodique » ne s'allumant qu'à la fin de la première série. Elle relève un changement de ton dans la seconde série, parallèle à l'évolution graphique des gravures, sans doute liée à l'utilisation d'outils de gravure mieux adaptés : les vers sont plus « obliques », le lecteur étant invité à voir « tant le ridicule que le méprisable ».

#### Analyse de la première série

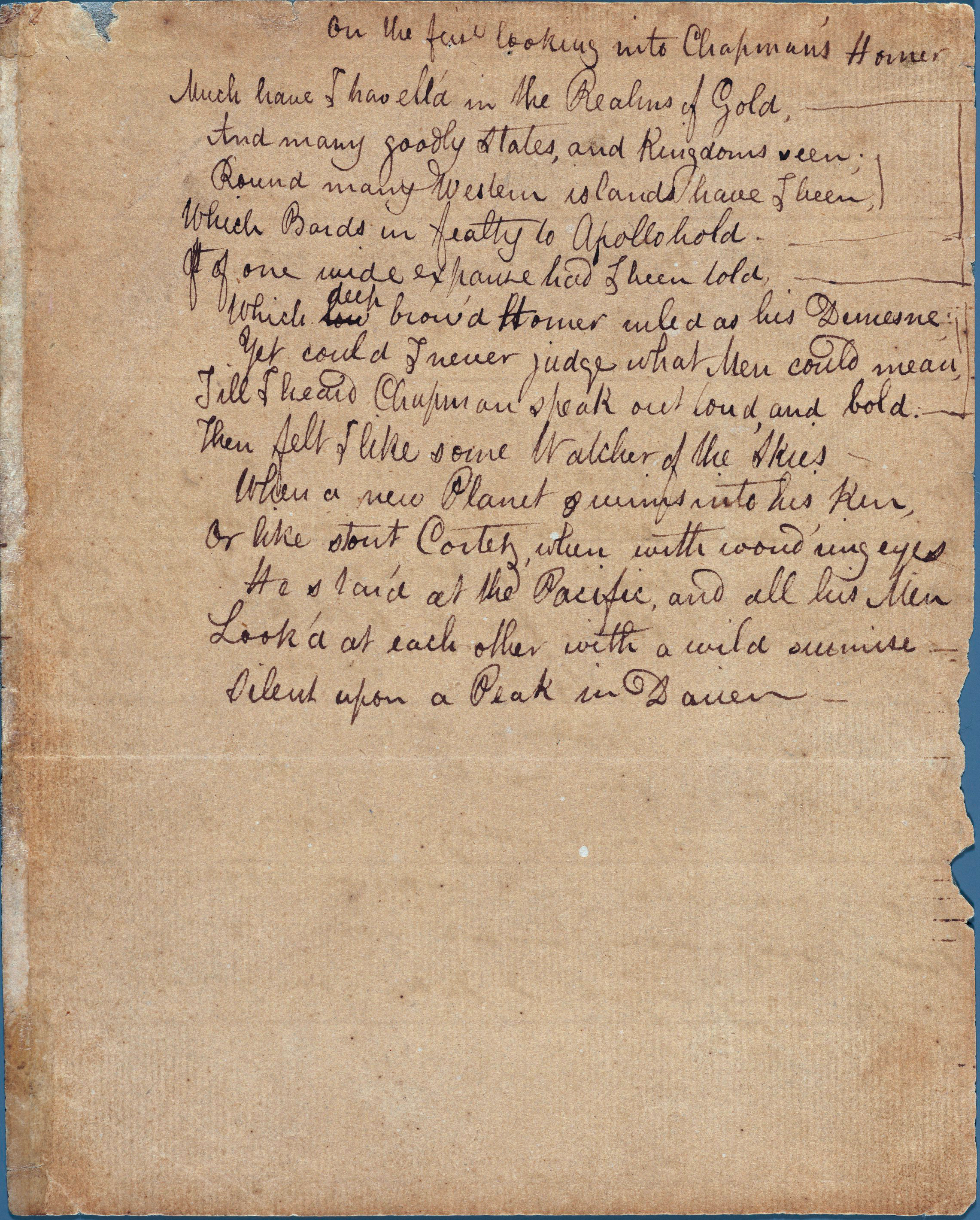
Manuscrit du poème de John Keats, En ouvrant pour la première fois l'Homère de Chapman (1816).

- Voyez comme les enfants sur l'image, le premier emblème de la première série, instaure ce que Wendy Katz appelle une « relation pédagogique »[173] avec le lecteur, invité à « mettre en pratique »[175] les « sages leçons »[175] du livre.
- Lecteur élève ton âme et vois, le second emblème de la première série, donne la première leçon morale : « la punition guette la fierté »[173].
- Le troisième emblème, Un pic à Darien, fait référence à la fin du célèbre sonnet de John Keats, En ouvrant pour la première fois l'Homère de Chapman, dans lequel le poète évoque la traduction de l'Odyssée par George Chapman[176],[n. 21]. D'une manière « caractéristique du travail de Stevenson »[173], l'emblème invite le lecteur à être aventureux et à mépriser « l'esclave bien nourri »[178].
- Le quatrième emblème, le plus court, est simplement « mu d'une lubie »[179] joyeuse. Il représente un éléphant qui « noue sa trompe ainsi qu'une cravate »[179] pour saisir un chapeau tandis qu'un ibis, évocateur de l'Égypte antique, « se réjouit »[179] du spectacle, sans pour autant que l'emblème cherche à faire partager au lecteur quelque « vision intérieure »[174] que ce soit.
- Considérez, sur la page opposée, le cinquième emblème, est en revanche, selon Wendy Katz, le plus « dérangeant »[174] de la première série : il représente un meurtre dont la sanction est d'une « petitesse perverse »[174], soulignée par les deux dernières rimes : le « corps brisé »[180] (« mangled body ») n'a pour conséquence qu'un « grog du soir gâché »[180] (« evening toddy »).

#### Analyse de la seconde série
- Dans le premier emblème de la seconde série, La tempête menace et les rochers affleurent, la leçon de l'emblème ne vient pas du texte, mais de l'image-même. Elle représente un « esquif dansant »[181] dont le risque de naufrage « effraie » l'observateur. Mais la gravure « limite le danger qu'elle représente »[182], ce dernier se trouvant « annulé par l'irréalité de la fiction ». Le lecteur est ainsi invité à voir « la réalité de l'illusion et non son artifice »[182] :

« Et si la mer engloutit les marins
Ma gravure perpétuera leur souvenir. »
- Le deuxième emblème, Le pêcheur a soigneusement choisi son coin, comporte une fin inattendue qui contredit la « pieuse spiritualité »[184] de son début : commencé dans une atmosphère recueillie, avec l'évocation d'un « rivage romantique »[183], il se termine avec une trivialité inattendue[184] qu'accentuent les deux dernières rimes, où « remplira son ventre de poissons »[183] (« full of fish »)répond à « rendre grâce au ciel »[183] (« pious wish »).

Les trois derniers emblèmes de la seconde série se terminent par une devise rimée en Italique, ce que Wendy Katz interprète comme une « tentative apparente de la part de Stevenson de reproduire la devise d'un emblème ».
- La devise du troisième emblème, L'Abbé sortit pour une promenade, témoigne, selon Wendy Katz, du « triomphe d'un désordre adolescent »[184] :

« D'où l'on apprend que jamais les abbés
Ne devraient dans les bois se promener. »
- Il a conquis jadis les pics neigeux, le quatrième emblème, revient sur le thème de l'héroïsme, « ou plutôt de l'anti-héroïsme »[184], qu'illustre à présent une gravure d'une « effrayante inertie »[184], où le personnage tourne le dos aux pics du premier vers, sur un chemin bordé d'un arbre gisant et d'un autre à la branche cassée, avec une devise dont Wendy Katz signale le « cynisme ironique »[172] :

« Pour rester en vie, près de vos amis,
Ne faites donc jamais rien de gratuit. »
- Le « pirate industrieux » du cinquième et dernier emblème offre « une variation sur le thème propre au XIXe siècle de l'éthique du travail » et « rappelle les nombreuses références au regard et à la vision dans les emblèmes »[172] ; il ne cherche cependant ni l'illumination, ni une direction spirituelle, mais, « dans une pointe satirique sur la respectabilité »[172], le seul enrichissement, sur lequel porte la devise :

« Tu scrutes aussi l'horizon de ta vie
Afin que rien n'échappe à tes regards. »

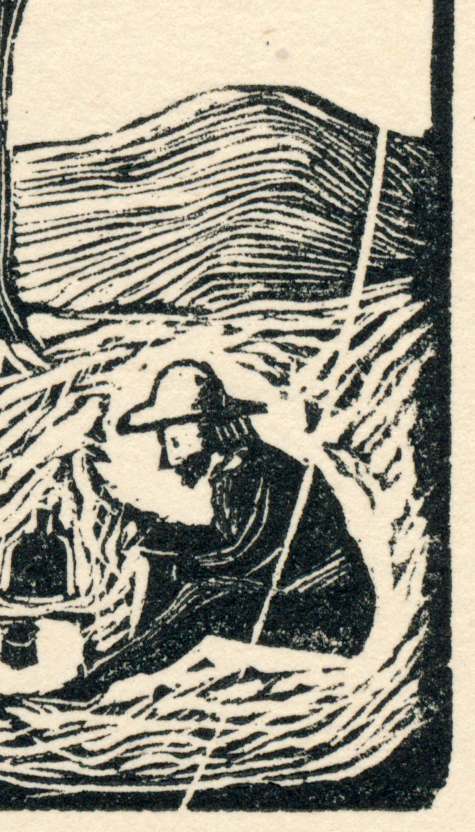
Le défaut du géographe téméraire (1882).

Evanghélia Stead considère que les analyses de Wendy Katz montrent que 

« [L]e monde idyllique et équilibré [des Emblèmes moraux] est profondément travaillé par la dualité, le paradoxe et l'ambiguïté. L'humour ironique de Stevenson crève les poncifs de la littérature enfantine de l'époque. Il s'adresse à un lecteur sophistiqué, conscient des artifices, de l'incongruité, de la superposition des sens et décourage les interprétations formalisées du texte. »

 Elle estime que les mêmes procédés sont à l’œuvre dans La Gouge et la Plume, notamment Le Géographe téméraire, qui tire sa conclusion d'un défaut de la gravure qui l'illustre :

« Un défaut apparaît dans la gravure ;
Il a coûté bien du sang et des larmes.
La gouge trop rapide a dérapé,
Si vive était la fougue de l'artiste !
Et maintenant le poète confus
Réclame le pardon pour son compère. »

### La relation entre Stevenson et Osbourne

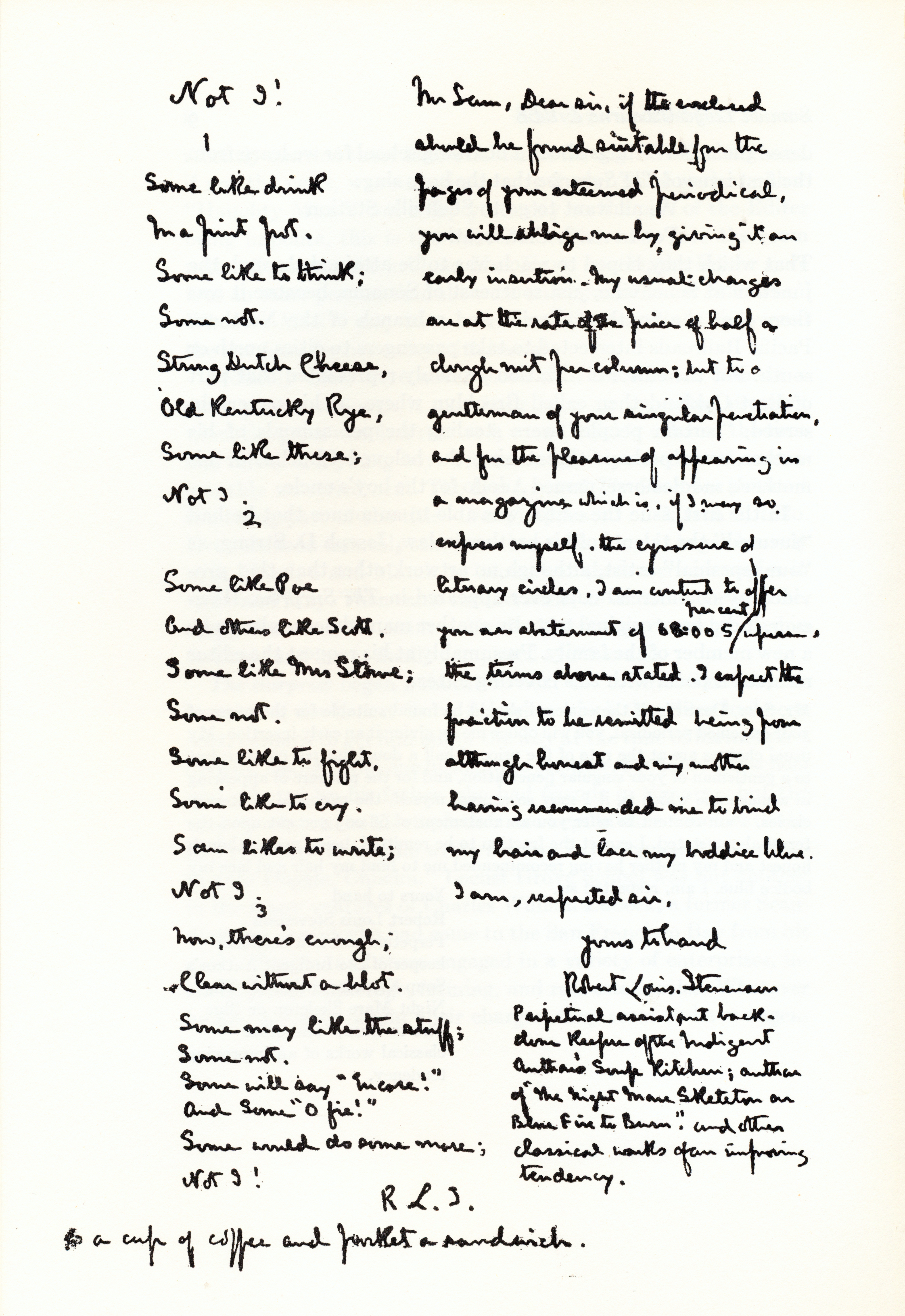
Manuscrit de Pas Moi !. Lettre de Stevenson à Lloyd (1880).

La relation d'auteur à éditeur de Stevenson et d'Osbourne se noue en Californie, à l'occasion de la première publication de Pas Moi !, proposée par Robert Louis à Lloyd : 

« Mon tarif habituel est d'un demi beignet par colonne. Mais pour un gentleman de votre singulière pénétration et pour le plaisir d'être publié dans un magazine qui est, si j'ose m'exprimer ainsi, le point de mire des cercles littéraires, j'ai le plaisir de vous offrir un rabais de 68,005 pour cent sur les termes ci-dessus. Je compte sur le règlement de cette fraction, étant pauvre bien qu'honnête et ma mère m'ayant recommandé de nouer mes cheveux et de lacer mon corsage bleu,. »

Ce partenariat ne se conforme pas aux relations usuellement associées, à l'époque, aux petites presses, du type parent-enfant ou professionnel-apprenti et n'est pas entièrement un jeu.

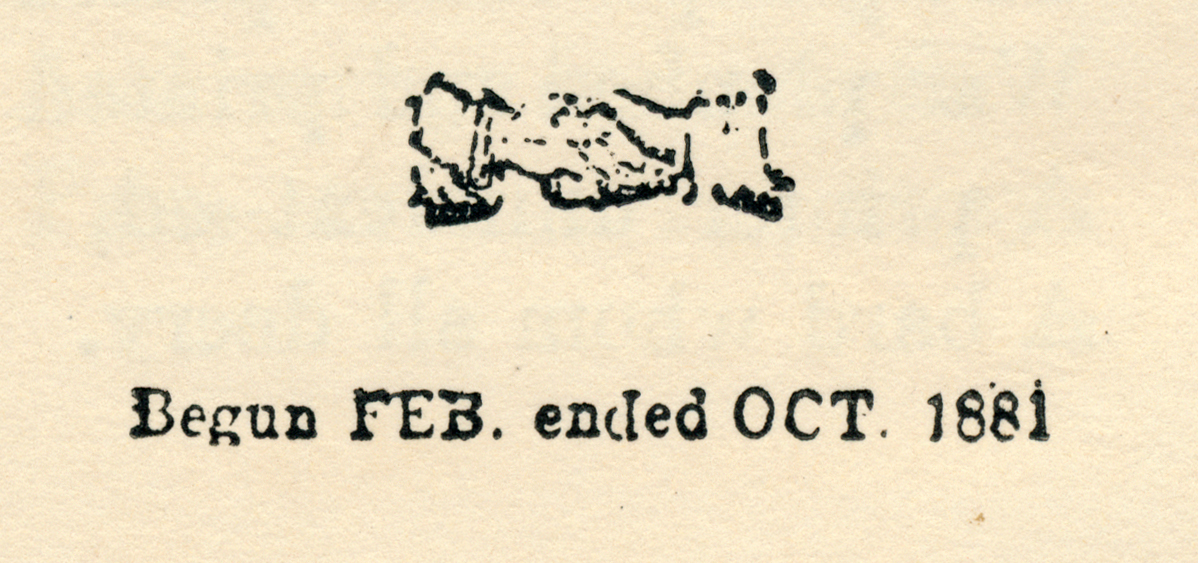
Colophon de Pas Moi ! (1882).

Selon Victoria Ford Smith, le choix du titre du poème, Pas Moi !, titre qui deviendra celui de la première plaquette publiée par Osbourne & Co à Davos, suggère l'intérêt de Stevenson pour la dimension collaborative, son refus du « moi » singulier au profit d'un « nous » pluriel, d'un jeu imaginatif et nuancé auquel Stevenson apporte sa connaissance du monde de l'édition et ses contributions, mais sans outrepasser sa place d'auteur, tandis qu'Osbourne se charge de l'impression, de la diffusion et des ventes. Comme l'évoquera Osbourne, l'expérience de la publication de Pas Moi ! est mutuellement profitable : 

« L'éditeur était ravi et l'auteur jubilait également, disant que c'était le seul livre qu'il ait écrit qui ait jamais eu du succès et faisant sauter en l'air ses trois francs de droits d'auteur avec un air qui poussait le petit garçon à éclater de rire avec une fierté réjouie. »

 Victoria Ford Smith souligne toutefois que cette collaboration a également une dimension potentiellement « contentieuse », évoquée sur le mode humoristique dans la lettre à Gosse de mars 1882 (citée ci-dessus) où Stevenson s'excuse de ne pas lui envoyer un exemplaire de Pas Moi ! en se déclarant « ruiné » et en blâmant « l'éditeur au cœur de pierre », duquel il n'a reçu qu'un seul exemplaire justificatif,. Selon Victoria Ford Smith, quand bien même le conflit d'intérêts entre auteur et éditeur est ici ramené à un jeu, il s'agit d'obstacles réels qu'a rencontrés Stevenson dans le monde littéraire, en particulier au début des années 1880. 

« La presse jouet comprime, aussi bien physiquement que temporellement, le processus autrement important et plus long de la publication, créant ainsi un modèle en miniature du commerce professionnel du livre. Elle permet à Stevenson d'expérimenter différents niveaux de coopération et de collaboration entre auteur et éditeur,. »

Les trois poèmes qui accompagnent le poème-titre de Pas Moi ! évoquent, à partir des conditions de production de la publication, les relations entre l'auteur et l'éditeur.

Le premier porte sur le format : 

« Nous offrons ici à vos yeux,
[...]
Un livre qui n'est pas un livre,
Une brochure par l'aspect,
Non par le contenu. »

Et l'auteur « confesse »

« La petitesse de la page,
Celle de l'imprimeur. »

Le second de ces poèmes précise : 

« Et l'imprimeur et le poète
Dans Davos sans presse réclament
Leur récompense de six sous. »

Le troisième ajoute : 

« La brochure que vous tenez
A été conçue et tirée

Par un imprimeur de fortune,
Un poète que tous méprisent.
[...]
Admirez le papier choisi,
La parfaite typographie. »

Selon Victoria Ford Smith, si la « confession », dans le second de ces poèmes, de la petitesse de l'imprimeur « représente sur le mode du jeu les forces qui inhibent la créativité de l'auteur », le premier et le troisième présentent l'éditeur-imprimeur comme un co-créateur, une collaboration qu'illustre l'ornement choisi par Osbourne pour la dernière page du livre et qui représente un serrement de main (voir ci-contre).
La collaboration fructueuse commencée avec Pas Moi ! et poursuivie avec les Emblèmes moraux se termine avec La Gouge et la Plume, le projet des Contes moraux n'ayant pas été porté à son terme. Selon Victoria Ford Smith, cette interruption n'est pas seulement due à la rupture de la presse de Lloyd. Elle lit dans La Gouge et la Plume les signes d'une détérioration de la relation entre l'auteur et son éditeur, alors âgé de quatorze ans.

Victoria Ford Smith note ainsi que le premier poème illustré de La Gouge et la Plume, Le Moulin précaire, porte sur une construction 

« [...] tout de guingois
Et pourtant encore habitable »

 où elle voit une métaphore de la relation entre l'adulte et l'enfant.

Elle analyse le second poème, La Dispute des pins, comme un « portrait à peine voilé des aspects plus contentieux du partenariat entre Stevenson et Osbourne », Stevenson y apparaissant comme le vieux pin qui affirme : 

« Je suis un pin vénérable, invincible »

et Osbourne répondant 

« [...] Peuh !
Je suis un tout aussi bon pin que toi. »

Victoria Ford Smith souligne que Lloyd Osbourne, lui-même, se réfère à l'évolution de sa relation avec Stevenson, même s'il n'évoque explicitement aucun antagonisme avec son beau-père, quand il écrit dans la préface de l'édition de 1921 que « de nouveaux standards se formaient imperceptiblement ». Cette évolution de la relation entre Stevenson et son beau-fils est rapprochée par Ford Smith de leur collaboration autour de la carte de L'Île au trésor. En effet, si Stevenson a toujours expliqué avoir été l'auteur de la carte, Lloyd, de son côté, a contesté cette version des faits. Selon Victoria Ford Smith, ces récits divergents expriment des « ambitions personnelles » mais suggèrent tous deux que la carte et l'histoire qui en est sortie n'auraient pu être créées sans « la contribution tant de l'auteur expérimenté que de l'écolier créatif, tant de l'adulte que de l'enfant ».